# Partita del secolo (scacchi)
La partita del secolo, come venne definita dai giornalisti statunitensi, è una celeberrima partita di scacchi disputata dagli americani Donald Byrne e Bobby Fischer a New York il 17 ottobre 1956 nell'ambito del trofeo Rosenwald, il maggiore torneo di scacchi disputato negli USA, al Marshall Chess Club. 
Bobby Fischer, all'epoca soltanto tredicenne, aveva il nero e vinse la partita con lo stile di un consumato fuoriclasse. Tuttavia, la partita non figura nel suo libro My 60 memorable games pubblicato nel 1969. Del resto, durante il trofeo Rosenwald, il suo piazzamento risultò mediocre: solo ottavo classificato su 12 giocatori. Ma la partita fece scalpore per la giovane età del vincitore, e fece il giro del mondo scacchistico, proiettando Fischer al massimo livello mondiale.

animazione della partita

## Contesto
All'epoca della partita, il tredicenne Bobby Fischer era già campione USA giovanile. È un giovane promettente che si trova di fronte un primo avversario di alto livello: Donad Byrne è tra i più forti scacchisti americani. È lui che rappresenterà gli USA alle olimpiadi scacchistiche nel 1962, 1964 e 1968.

## Svolgimento
Fischer dimostra un'improvvisazione notevole nella fase di apertura. Il suo avversario, col bianco, commette un lieve errore all'undicesima mossa, spostando un alfiere due volte, e perdendo quindi un tempo. Fischer approfitta del ritardo di sviluppo che ciò causa al suo avversario attuando una strategia di brillanti sacrifici che culmina col sacrificio della donna alla diciassettesima mossa.
Byrne cattura la donna, ma Fischer ottiene un notevole compenso materiale in cambio: una torre, la coppia degli alfieri e un pedone. Nel finale Fischer, approfittando dell'inattività della donna avversaria, coordina i suoi pezzi per forzare lo scacco matto alla 41ma mossa.

## Partita
Donald Byrne (Bianco) - Bobby Fischer (Nero)

Memorial Rosenwald, New York, Difesa Grünfeld (codice ECO : D92)

1. Cf3 Cf6 2. c4 g6 3. Cc3 Ag7 4. d4 0-0 5. Af4 d5 6. Db3?! dxc4 7.Dxc4 c6 8. e4 Cbd7 9. Td1 Cb6 10. Dc5? Ag4 11. Ag5? (diagramma)
|   | a | b | c | d | e | f | g | h |   |
| 8 | a8 torre del nero · d8 donna del nero · f8 torre del nero · g8 re del nero · a7 pedone del nero · b7 pedone del nero · e7 pedone del nero · f7 pedone del nero · g7 alfiere del nero · h7 pedone del nero · b6 cavallo del nero · c6 pedone del nero · f6 cavallo del nero · g6 pedone del nero · c5 donna del bianco · g5 alfiere del bianco · d4 pedone del bianco · e4 pedone del bianco · g4 alfiere del nero · c3 cavallo del bianco · f3 cavallo del bianco · a2 pedone del bianco · b2 pedone del bianco · f2 pedone del bianco · g2 pedone del bianco · h2 pedone del bianco · d1 torre del bianco · e1 re del bianco · f1 alfiere del bianco · h1 torre del bianco | a8 torre del nero · d8 donna del nero · f8 torre del nero · g8 re del nero · a7 pedone del nero · b7 pedone del nero · e7 pedone del nero · f7 pedone del nero · g7 alfiere del nero · h7 pedone del nero · b6 cavallo del nero · c6 pedone del nero · f6 cavallo del nero · g6 pedone del nero · c5 donna del bianco · g5 alfiere del bianco · d4 pedone del bianco · e4 pedone del bianco · g4 alfiere del nero · c3 cavallo del bianco · f3 cavallo del bianco · a2 pedone del bianco · b2 pedone del bianco · f2 pedone del bianco · g2 pedone del bianco · h2 pedone del bianco · d1 torre del bianco · e1 re del bianco · f1 alfiere del bianco · h1 torre del bianco | a8 torre del nero · d8 donna del nero · f8 torre del nero · g8 re del nero · a7 pedone del nero · b7 pedone del nero · e7 pedone del nero · f7 pedone del nero · g7 alfiere del nero · h7 pedone del nero · b6 cavallo del nero · c6 pedone del nero · f6 cavallo del nero · g6 pedone del nero · c5 donna del bianco · g5 alfiere del bianco · d4 pedone del bianco · e4 pedone del bianco · g4 alfiere del nero · c3 cavallo del bianco · f3 cavallo del bianco · a2 pedone del bianco · b2 pedone del bianco · f2 pedone del bianco · g2 pedone del bianco · h2 pedone del bianco · d1 torre del bianco · e1 re del bianco · f1 alfiere del bianco · h1 torre del bianco | a8 torre del nero · d8 donna del nero · f8 torre del nero · g8 re del nero · a7 pedone del nero · b7 pedone del nero · e7 pedone del nero · f7 pedone del nero · g7 alfiere del nero · h7 pedone del nero · b6 cavallo del nero · c6 pedone del nero · f6 cavallo del nero · g6 pedone del nero · c5 donna del bianco · g5 alfiere del bianco · d4 pedone del bianco · e4 pedone del bianco · g4 alfiere del nero · c3 cavallo del bianco · f3 cavallo del bianco · a2 pedone del bianco · b2 pedone del bianco · f2 pedone del bianco · g2 pedone del bianco · h2 pedone del bianco · d1 torre del bianco · e1 re del bianco · f1 alfiere del bianco · h1 torre del bianco | a8 torre del nero · d8 donna del nero · f8 torre del nero · g8 re del nero · a7 pedone del nero · b7 pedone del nero · e7 pedone del nero · f7 pedone del nero · g7 alfiere del nero · h7 pedone del nero · b6 cavallo del nero · c6 pedone del nero · f6 cavallo del nero · g6 pedone del nero · c5 donna del bianco · g5 alfiere del bianco · d4 pedone del bianco · e4 pedone del bianco · g4 alfiere del nero · c3 cavallo del bianco · f3 cavallo del bianco · a2 pedone del bianco · b2 pedone del bianco · f2 pedone del bianco · g2 pedone del bianco · h2 pedone del bianco · d1 torre del bianco · e1 re del bianco · f1 alfiere del bianco · h1 torre del bianco | a8 torre del nero · d8 donna del nero · f8 torre del nero · g8 re del nero · a7 pedone del nero · b7 pedone del nero · e7 pedone del nero · f7 pedone del nero · g7 alfiere del nero · h7 pedone del nero · b6 cavallo del nero · c6 pedone del nero · f6 cavallo del nero · g6 pedone del nero · c5 donna del bianco · g5 alfiere del bianco · d4 pedone del bianco · e4 pedone del bianco · g4 alfiere del nero · c3 cavallo del bianco · f3 cavallo del bianco · a2 pedone del bianco · b2 pedone del bianco · f2 pedone del bianco · g2 pedone del bianco · h2 pedone del bianco · d1 torre del bianco · e1 re del bianco · f1 alfiere del bianco · h1 torre del bianco | a8 torre del nero · d8 donna del nero · f8 torre del nero · g8 re del nero · a7 pedone del nero · b7 pedone del nero · e7 pedone del nero · f7 pedone del nero · g7 alfiere del nero · h7 pedone del nero · b6 cavallo del nero · c6 pedone del nero · f6 cavallo del nero · g6 pedone del nero · c5 donna del bianco · g5 alfiere del bianco · d4 pedone del bianco · e4 pedone del bianco · g4 alfiere del nero · c3 cavallo del bianco · f3 cavallo del bianco · a2 pedone del bianco · b2 pedone del bianco · f2 pedone del bianco · g2 pedone del bianco · h2 pedone del bianco · d1 torre del bianco · e1 re del bianco · f1 alfiere del bianco · h1 torre del bianco | a8 torre del nero · d8 donna del nero · f8 torre del nero · g8 re del nero · a7 pedone del nero · b7 pedone del nero · e7 pedone del nero · f7 pedone del nero · g7 alfiere del nero · h7 pedone del nero · b6 cavallo del nero · c6 pedone del nero · f6 cavallo del nero · g6 pedone del nero · c5 donna del bianco · g5 alfiere del bianco · d4 pedone del bianco · e4 pedone del bianco · g4 alfiere del nero · c3 cavallo del bianco · f3 cavallo del bianco · a2 pedone del bianco · b2 pedone del bianco · f2 pedone del bianco · g2 pedone del bianco · h2 pedone del bianco · d1 torre del bianco · e1 re del bianco · f1 alfiere del bianco · h1 torre del bianco | 8 |
| 7 | a8 torre del nero · d8 donna del nero · f8 torre del nero · g8 re del nero · a7 pedone del nero · b7 pedone del nero · e7 pedone del nero · f7 pedone del nero · g7 alfiere del nero · h7 pedone del nero · b6 cavallo del nero · c6 pedone del nero · f6 cavallo del nero · g6 pedone del nero · c5 donna del bianco · g5 alfiere del bianco · d4 pedone del bianco · e4 pedone del bianco · g4 alfiere del nero · c3 cavallo del bianco · f3 cavallo del bianco · a2 pedone del bianco · b2 pedone del bianco · f2 pedone del bianco · g2 pedone del bianco · h2 pedone del bianco · d1 torre del bianco · e1 re del bianco · f1 alfiere del bianco · h1 torre del bianco | a8 torre del nero · d8 donna del nero · f8 torre del nero · g8 re del nero · a7 pedone del nero · b7 pedone del nero · e7 pedone del nero · f7 pedone del nero · g7 alfiere del nero · h7 pedone del nero · b6 cavallo del nero · c6 pedone del nero · f6 cavallo del nero · g6 pedone del nero · c5 donna del bianco · g5 alfiere del bianco · d4 pedone del bianco · e4 pedone del bianco · g4 alfiere del nero · c3 cavallo del bianco · f3 cavallo del bianco · a2 pedone del bianco · b2 pedone del bianco · f2 pedone del bianco · g2 pedone del bianco · h2 pedone del bianco · d1 torre del bianco · e1 re del bianco · f1 alfiere del bianco · h1 torre del bianco | a8 torre del nero · d8 donna del nero · f8 torre del nero · g8 re del nero · a7 pedone del nero · b7 pedone del nero · e7 pedone del nero · f7 pedone del nero · g7 alfiere del nero · h7 pedone del nero · b6 cavallo del nero · c6 pedone del nero · f6 cavallo del nero · g6 pedone del nero · c5 donna del bianco · g5 alfiere del bianco · d4 pedone del bianco · e4 pedone del bianco · g4 alfiere del nero · c3 cavallo del bianco · f3 cavallo del bianco · a2 pedone del bianco · b2 pedone del bianco · f2 pedone del bianco · g2 pedone del bianco · h2 pedone del bianco · d1 torre del bianco · e1 re del bianco · f1 alfiere del bianco · h1 torre del bianco | a8 torre del nero · d8 donna del nero · f8 torre del nero · g8 re del nero · a7 pedone del nero · b7 pedone del nero · e7 pedone del nero · f7 pedone del nero · g7 alfiere del nero · h7 pedone del nero · b6 cavallo del nero · c6 pedone del nero · f6 cavallo del nero · g6 pedone del nero · c5 donna del bianco · g5 alfiere del bianco · d4 pedone del bianco · e4 pedone del bianco · g4 alfiere del nero · c3 cavallo del bianco · f3 cavallo del bianco · a2 pedone del bianco · b2 pedone del bianco · f2 pedone del bianco · g2 pedone del bianco · h2 pedone del bianco · d1 torre del bianco · e1 re del bianco · f1 alfiere del bianco · h1 torre del bianco | a8 torre del nero · d8 donna del nero · f8 torre del nero · g8 re del nero · a7 pedone del nero · b7 pedone del nero · e7 pedone del nero · f7 pedone del nero · g7 alfiere del nero · h7 pedone del nero · b6 cavallo del nero · c6 pedone del nero · f6 cavallo del nero · g6 pedone del nero · c5 donna del bianco · g5 alfiere del bianco · d4 pedone del bianco · e4 pedone del bianco · g4 alfiere del nero · c3 cavallo del bianco · f3 cavallo del bianco · a2 pedone del bianco · b2 pedone del bianco · f2 pedone del bianco · g2 pedone del bianco · h2 pedone del bianco · d1 torre del bianco · e1 re del bianco · f1 alfiere del bianco · h1 torre del bianco | a8 torre del nero · d8 donna del nero · f8 torre del nero · g8 re del nero · a7 pedone del nero · b7 pedone del nero · e7 pedone del nero · f7 pedone del nero · g7 alfiere del nero · h7 pedone del nero · b6 cavallo del nero · c6 pedone del nero · f6 cavallo del nero · g6 pedone del nero · c5 donna del bianco · g5 alfiere del bianco · d4 pedone del bianco · e4 pedone del bianco · g4 alfiere del nero · c3 cavallo del bianco · f3 cavallo del bianco · a2 pedone del bianco · b2 pedone del bianco · f2 pedone del bianco · g2 pedone del bianco · h2 pedone del bianco · d1 torre del bianco · e1 re del bianco · f1 alfiere del bianco · h1 torre del bianco | a8 torre del nero · d8 donna del nero · f8 torre del nero · g8 re del nero · a7 pedone del nero · b7 pedone del nero · e7 pedone del nero · f7 pedone del nero · g7 alfiere del nero · h7 pedone del nero · b6 cavallo del nero · c6 pedone del nero · f6 cavallo del nero · g6 pedone del nero · c5 donna del bianco · g5 alfiere del bianco · d4 pedone del bianco · e4 pedone del bianco · g4 alfiere del nero · c3 cavallo del bianco · f3 cavallo del bianco · a2 pedone del bianco · b2 pedone del bianco · f2 pedone del bianco · g2 pedone del bianco · h2 pedone del bianco · d1 torre del bianco · e1 re del bianco · f1 alfiere del bianco · h1 torre del bianco | a8 torre del nero · d8 donna del nero · f8 torre del nero · g8 re del nero · a7 pedone del nero · b7 pedone del nero · e7 pedone del nero · f7 pedone del nero · g7 alfiere del nero · h7 pedone del nero · b6 cavallo del nero · c6 pedone del nero · f6 cavallo del nero · g6 pedone del nero · c5 donna del bianco · g5 alfiere del bianco · d4 pedone del bianco · e4 pedone del bianco · g4 alfiere del nero · c3 cavallo del bianco · f3 cavallo del bianco · a2 pedone del bianco · b2 pedone del bianco · f2 pedone del bianco · g2 pedone del bianco · h2 pedone del bianco · d1 torre del bianco · e1 re del bianco · f1 alfiere del bianco · h1 torre del bianco | 7 |
| 6 | a8 torre del nero · d8 donna del nero · f8 torre del nero · g8 re del nero · a7 pedone del nero · b7 pedone del nero · e7 pedone del nero · f7 pedone del nero · g7 alfiere del nero · h7 pedone del nero · b6 cavallo del nero · c6 pedone del nero · f6 cavallo del nero · g6 pedone del nero · c5 donna del bianco · g5 alfiere del bianco · d4 pedone del bianco · e4 pedone del bianco · g4 alfiere del nero · c3 cavallo del bianco · f3 cavallo del bianco · a2 pedone del bianco · b2 pedone del bianco · f2 pedone del bianco · g2 pedone del bianco · h2 pedone del bianco · d1 torre del bianco · e1 re del bianco · f1 alfiere del bianco · h1 torre del bianco | a8 torre del nero · d8 donna del nero · f8 torre del nero · g8 re del nero · a7 pedone del nero · b7 pedone del nero · e7 pedone del nero · f7 pedone del nero · g7 alfiere del nero · h7 pedone del nero · b6 cavallo del nero · c6 pedone del nero · f6 cavallo del nero · g6 pedone del nero · c5 donna del bianco · g5 alfiere del bianco · d4 pedone del bianco · e4 pedone del bianco · g4 alfiere del nero · c3 cavallo del bianco · f3 cavallo del bianco · a2 pedone del bianco · b2 pedone del bianco · f2 pedone del bianco · g2 pedone del bianco · h2 pedone del bianco · d1 torre del bianco · e1 re del bianco · f1 alfiere del bianco · h1 torre del bianco | a8 torre del nero · d8 donna del nero · f8 torre del nero · g8 re del nero · a7 pedone del nero · b7 pedone del nero · e7 pedone del nero · f7 pedone del nero · g7 alfiere del nero · h7 pedone del nero · b6 cavallo del nero · c6 pedone del nero · f6 cavallo del nero · g6 pedone del nero · c5 donna del bianco · g5 alfiere del bianco · d4 pedone del bianco · e4 pedone del bianco · g4 alfiere del nero · c3 cavallo del bianco · f3 cavallo del bianco · a2 pedone del bianco · b2 pedone del bianco · f2 pedone del bianco · g2 pedone del bianco · h2 pedone del bianco · d1 torre del bianco · e1 re del bianco · f1 alfiere del bianco · h1 torre del bianco | a8 torre del nero · d8 donna del nero · f8 torre del nero · g8 re del nero · a7 pedone del nero · b7 pedone del nero · e7 pedone del nero · f7 pedone del nero · g7 alfiere del nero · h7 pedone del nero · b6 cavallo del nero · c6 pedone del nero · f6 cavallo del nero · g6 pedone del nero · c5 donna del bianco · g5 alfiere del bianco · d4 pedone del bianco · e4 pedone del bianco · g4 alfiere del nero · c3 cavallo del bianco · f3 cavallo del bianco · a2 pedone del bianco · b2 pedone del bianco · f2 pedone del bianco · g2 pedone del bianco · h2 pedone del bianco · d1 torre del bianco · e1 re del bianco · f1 alfiere del bianco · h1 torre del bianco | a8 torre del nero · d8 donna del nero · f8 torre del nero · g8 re del nero · a7 pedone del nero · b7 pedone del nero · e7 pedone del nero · f7 pedone del nero · g7 alfiere del nero · h7 pedone del nero · b6 cavallo del nero · c6 pedone del nero · f6 cavallo del nero · g6 pedone del nero · c5 donna del bianco · g5 alfiere del bianco · d4 pedone del bianco · e4 pedone del bianco · g4 alfiere del nero · c3 cavallo del bianco · f3 cavallo del bianco · a2 pedone del bianco · b2 pedone del bianco · f2 pedone del bianco · g2 pedone del bianco · h2 pedone del bianco · d1 torre del bianco · e1 re del bianco · f1 alfiere del bianco · h1 torre del bianco | a8 torre del nero · d8 donna del nero · f8 torre del nero · g8 re del nero · a7 pedone del nero · b7 pedone del nero · e7 pedone del nero · f7 pedone del nero · g7 alfiere del nero · h7 pedone del nero · b6 cavallo del nero · c6 pedone del nero · f6 cavallo del nero · g6 pedone del nero · c5 donna del bianco · g5 alfiere del bianco · d4 pedone del bianco · e4 pedone del bianco · g4 alfiere del nero · c3 cavallo del bianco · f3 cavallo del bianco · a2 pedone del bianco · b2 pedone del bianco · f2 pedone del bianco · g2 pedone del bianco · h2 pedone del bianco · d1 torre del bianco · e1 re del bianco · f1 alfiere del bianco · h1 torre del bianco | a8 torre del nero · d8 donna del nero · f8 torre del nero · g8 re del nero · a7 pedone del nero · b7 pedone del nero · e7 pedone del nero · f7 pedone del nero · g7 alfiere del nero · h7 pedone del nero · b6 cavallo del nero · c6 pedone del nero · f6 cavallo del nero · g6 pedone del nero · c5 donna del bianco · g5 alfiere del bianco · d4 pedone del bianco · e4 pedone del bianco · g4 alfiere del nero · c3 cavallo del bianco · f3 cavallo del bianco · a2 pedone del bianco · b2 pedone del bianco · f2 pedone del bianco · g2 pedone del bianco · h2 pedone del bianco · d1 torre del bianco · e1 re del bianco · f1 alfiere del bianco · h1 torre del bianco | a8 torre del nero · d8 donna del nero · f8 torre del nero · g8 re del nero · a7 pedone del nero · b7 pedone del nero · e7 pedone del nero · f7 pedone del nero · g7 alfiere del nero · h7 pedone del nero · b6 cavallo del nero · c6 pedone del nero · f6 cavallo del nero · g6 pedone del nero · c5 donna del bianco · g5 alfiere del bianco · d4 pedone del bianco · e4 pedone del bianco · g4 alfiere del nero · c3 cavallo del bianco · f3 cavallo del bianco · a2 pedone del bianco · b2 pedone del bianco · f2 pedone del bianco · g2 pedone del bianco · h2 pedone del bianco · d1 torre del bianco · e1 re del bianco · f1 alfiere del bianco · h1 torre del bianco | 6 |
| 5 | a8 torre del nero · d8 donna del nero · f8 torre del nero · g8 re del nero · a7 pedone del nero · b7 pedone del nero · e7 pedone del nero · f7 pedone del nero · g7 alfiere del nero · h7 pedone del nero · b6 cavallo del nero · c6 pedone del nero · f6 cavallo del nero · g6 pedone del nero · c5 donna del bianco · g5 alfiere del bianco · d4 pedone del bianco · e4 pedone del bianco · g4 alfiere del nero · c3 cavallo del bianco · f3 cavallo del bianco · a2 pedone del bianco · b2 pedone del bianco · f2 pedone del bianco · g2 pedone del bianco · h2 pedone del bianco · d1 torre del bianco · e1 re del bianco · f1 alfiere del bianco · h1 torre del bianco | a8 torre del nero · d8 donna del nero · f8 torre del nero · g8 re del nero · a7 pedone del nero · b7 pedone del nero · e7 pedone del nero · f7 pedone del nero · g7 alfiere del nero · h7 pedone del nero · b6 cavallo del nero · c6 pedone del nero · f6 cavallo del nero · g6 pedone del nero · c5 donna del bianco · g5 alfiere del bianco · d4 pedone del bianco · e4 pedone del bianco · g4 alfiere del nero · c3 cavallo del bianco · f3 cavallo del bianco · a2 pedone del bianco · b2 pedone del bianco · f2 pedone del bianco · g2 pedone del bianco · h2 pedone del bianco · d1 torre del bianco · e1 re del bianco · f1 alfiere del bianco · h1 torre del bianco | a8 torre del nero · d8 donna del nero · f8 torre del nero · g8 re del nero · a7 pedone del nero · b7 pedone del nero · e7 pedone del nero · f7 pedone del nero · g7 alfiere del nero · h7 pedone del nero · b6 cavallo del nero · c6 pedone del nero · f6 cavallo del nero · g6 pedone del nero · c5 donna del bianco · g5 alfiere del bianco · d4 pedone del bianco · e4 pedone del bianco · g4 alfiere del nero · c3 cavallo del bianco · f3 cavallo del bianco · a2 pedone del bianco · b2 pedone del bianco · f2 pedone del bianco · g2 pedone del bianco · h2 pedone del bianco · d1 torre del bianco · e1 re del bianco · f1 alfiere del bianco · h1 torre del bianco | a8 torre del nero · d8 donna del nero · f8 torre del nero · g8 re del nero · a7 pedone del nero · b7 pedone del nero · e7 pedone del nero · f7 pedone del nero · g7 alfiere del nero · h7 pedone del nero · b6 cavallo del nero · c6 pedone del nero · f6 cavallo del nero · g6 pedone del nero · c5 donna del bianco · g5 alfiere del bianco · d4 pedone del bianco · e4 pedone del bianco · g4 alfiere del nero · c3 cavallo del bianco · f3 cavallo del bianco · a2 pedone del bianco · b2 pedone del bianco · f2 pedone del bianco · g2 pedone del bianco · h2 pedone del bianco · d1 torre del bianco · e1 re del bianco · f1 alfiere del bianco · h1 torre del bianco | a8 torre del nero · d8 donna del nero · f8 torre del nero · g8 re del nero · a7 pedone del nero · b7 pedone del nero · e7 pedone del nero · f7 pedone del nero · g7 alfiere del nero · h7 pedone del nero · b6 cavallo del nero · c6 pedone del nero · f6 cavallo del nero · g6 pedone del nero · c5 donna del bianco · g5 alfiere del bianco · d4 pedone del bianco · e4 pedone del bianco · g4 alfiere del nero · c3 cavallo del bianco · f3 cavallo del bianco · a2 pedone del bianco · b2 pedone del bianco · f2 pedone del bianco · g2 pedone del bianco · h2 pedone del bianco · d1 torre del bianco · e1 re del bianco · f1 alfiere del bianco · h1 torre del bianco | a8 torre del nero · d8 donna del nero · f8 torre del nero · g8 re del nero · a7 pedone del nero · b7 pedone del nero · e7 pedone del nero · f7 pedone del nero · g7 alfiere del nero · h7 pedone del nero · b6 cavallo del nero · c6 pedone del nero · f6 cavallo del nero · g6 pedone del nero · c5 donna del bianco · g5 alfiere del bianco · d4 pedone del bianco · e4 pedone del bianco · g4 alfiere del nero · c3 cavallo del bianco · f3 cavallo del bianco · a2 pedone del bianco · b2 pedone del bianco · f2 pedone del bianco · g2 pedone del bianco · h2 pedone del bianco · d1 torre del bianco · e1 re del bianco · f1 alfiere del bianco · h1 torre del bianco | a8 torre del nero · d8 donna del nero · f8 torre del nero · g8 re del nero · a7 pedone del nero · b7 pedone del nero · e7 pedone del nero · f7 pedone del nero · g7 alfiere del nero · h7 pedone del nero · b6 cavallo del nero · c6 pedone del nero · f6 cavallo del nero · g6 pedone del nero · c5 donna del bianco · g5 alfiere del bianco · d4 pedone del bianco · e4 pedone del bianco · g4 alfiere del nero · c3 cavallo del bianco · f3 cavallo del bianco · a2 pedone del bianco · b2 pedone del bianco · f2 pedone del bianco · g2 pedone del bianco · h2 pedone del bianco · d1 torre del bianco · e1 re del bianco · f1 alfiere del bianco · h1 torre del bianco | a8 torre del nero · d8 donna del nero · f8 torre del nero · g8 re del nero · a7 pedone del nero · b7 pedone del nero · e7 pedone del nero · f7 pedone del nero · g7 alfiere del nero · h7 pedone del nero · b6 cavallo del nero · c6 pedone del nero · f6 cavallo del nero · g6 pedone del nero · c5 donna del bianco · g5 alfiere del bianco · d4 pedone del bianco · e4 pedone del bianco · g4 alfiere del nero · c3 cavallo del bianco · f3 cavallo del bianco · a2 pedone del bianco · b2 pedone del bianco · f2 pedone del bianco · g2 pedone del bianco · h2 pedone del bianco · d1 torre del bianco · e1 re del bianco · f1 alfiere del bianco · h1 torre del bianco | 5 |
| 4 | a8 torre del nero · d8 donna del nero · f8 torre del nero · g8 re del nero · a7 pedone del nero · b7 pedone del nero · e7 pedone del nero · f7 pedone del nero · g7 alfiere del nero · h7 pedone del nero · b6 cavallo del nero · c6 pedone del nero · f6 cavallo del nero · g6 pedone del nero · c5 donna del bianco · g5 alfiere del bianco · d4 pedone del bianco · e4 pedone del bianco · g4 alfiere del nero · c3 cavallo del bianco · f3 cavallo del bianco · a2 pedone del bianco · b2 pedone del bianco · f2 pedone del bianco · g2 pedone del bianco · h2 pedone del bianco · d1 torre del bianco · e1 re del bianco · f1 alfiere del bianco · h1 torre del bianco | a8 torre del nero · d8 donna del nero · f8 torre del nero · g8 re del nero · a7 pedone del nero · b7 pedone del nero · e7 pedone del nero · f7 pedone del nero · g7 alfiere del nero · h7 pedone del nero · b6 cavallo del nero · c6 pedone del nero · f6 cavallo del nero · g6 pedone del nero · c5 donna del bianco · g5 alfiere del bianco · d4 pedone del bianco · e4 pedone del bianco · g4 alfiere del nero · c3 cavallo del bianco · f3 cavallo del bianco · a2 pedone del bianco · b2 pedone del bianco · f2 pedone del bianco · g2 pedone del bianco · h2 pedone del bianco · d1 torre del bianco · e1 re del bianco · f1 alfiere del bianco · h1 torre del bianco | a8 torre del nero · d8 donna del nero · f8 torre del nero · g8 re del nero · a7 pedone del nero · b7 pedone del nero · e7 pedone del nero · f7 pedone del nero · g7 alfiere del nero · h7 pedone del nero · b6 cavallo del nero · c6 pedone del nero · f6 cavallo del nero · g6 pedone del nero · c5 donna del bianco · g5 alfiere del bianco · d4 pedone del bianco · e4 pedone del bianco · g4 alfiere del nero · c3 cavallo del bianco · f3 cavallo del bianco · a2 pedone del bianco · b2 pedone del bianco · f2 pedone del bianco · g2 pedone del bianco · h2 pedone del bianco · d1 torre del bianco · e1 re del bianco · f1 alfiere del bianco · h1 torre del bianco | a8 torre del nero · d8 donna del nero · f8 torre del nero · g8 re del nero · a7 pedone del nero · b7 pedone del nero · e7 pedone del nero · f7 pedone del nero · g7 alfiere del nero · h7 pedone del nero · b6 cavallo del nero · c6 pedone del nero · f6 cavallo del nero · g6 pedone del nero · c5 donna del bianco · g5 alfiere del bianco · d4 pedone del bianco · e4 pedone del bianco · g4 alfiere del nero · c3 cavallo del bianco · f3 cavallo del bianco · a2 pedone del bianco · b2 pedone del bianco · f2 pedone del bianco · g2 pedone del bianco · h2 pedone del bianco · d1 torre del bianco · e1 re del bianco · f1 alfiere del bianco · h1 torre del bianco | a8 torre del nero · d8 donna del nero · f8 torre del nero · g8 re del nero · a7 pedone del nero · b7 pedone del nero · e7 pedone del nero · f7 pedone del nero · g7 alfiere del nero · h7 pedone del nero · b6 cavallo del nero · c6 pedone del nero · f6 cavallo del nero · g6 pedone del nero · c5 donna del bianco · g5 alfiere del bianco · d4 pedone del bianco · e4 pedone del bianco · g4 alfiere del nero · c3 cavallo del bianco · f3 cavallo del bianco · a2 pedone del bianco · b2 pedone del bianco · f2 pedone del bianco · g2 pedone del bianco · h2 pedone del bianco · d1 torre del bianco · e1 re del bianco · f1 alfiere del bianco · h1 torre del bianco | a8 torre del nero · d8 donna del nero · f8 torre del nero · g8 re del nero · a7 pedone del nero · b7 pedone del nero · e7 pedone del nero · f7 pedone del nero · g7 alfiere del nero · h7 pedone del nero · b6 cavallo del nero · c6 pedone del nero · f6 cavallo del nero · g6 pedone del nero · c5 donna del bianco · g5 alfiere del bianco · d4 pedone del bianco · e4 pedone del bianco · g4 alfiere del nero · c3 cavallo del bianco · f3 cavallo del bianco · a2 pedone del bianco · b2 pedone del bianco · f2 pedone del bianco · g2 pedone del bianco · h2 pedone del bianco · d1 torre del bianco · e1 re del bianco · f1 alfiere del bianco · h1 torre del bianco | a8 torre del nero · d8 donna del nero · f8 torre del nero · g8 re del nero · a7 pedone del nero · b7 pedone del nero · e7 pedone del nero · f7 pedone del nero · g7 alfiere del nero · h7 pedone del nero · b6 cavallo del nero · c6 pedone del nero · f6 cavallo del nero · g6 pedone del nero · c5 donna del bianco · g5 alfiere del bianco · d4 pedone del bianco · e4 pedone del bianco · g4 alfiere del nero · c3 cavallo del bianco · f3 cavallo del bianco · a2 pedone del bianco · b2 pedone del bianco · f2 pedone del bianco · g2 pedone del bianco · h2 pedone del bianco · d1 torre del bianco · e1 re del bianco · f1 alfiere del bianco · h1 torre del bianco | a8 torre del nero · d8 donna del nero · f8 torre del nero · g8 re del nero · a7 pedone del nero · b7 pedone del nero · e7 pedone del nero · f7 pedone del nero · g7 alfiere del nero · h7 pedone del nero · b6 cavallo del nero · c6 pedone del nero · f6 cavallo del nero · g6 pedone del nero · c5 donna del bianco · g5 alfiere del bianco · d4 pedone del bianco · e4 pedone del bianco · g4 alfiere del nero · c3 cavallo del bianco · f3 cavallo del bianco · a2 pedone del bianco · b2 pedone del bianco · f2 pedone del bianco · g2 pedone del bianco · h2 pedone del bianco · d1 torre del bianco · e1 re del bianco · f1 alfiere del bianco · h1 torre del bianco | 4 |
| 3 | a8 torre del nero · d8 donna del nero · f8 torre del nero · g8 re del nero · a7 pedone del nero · b7 pedone del nero · e7 pedone del nero · f7 pedone del nero · g7 alfiere del nero · h7 pedone del nero · b6 cavallo del nero · c6 pedone del nero · f6 cavallo del nero · g6 pedone del nero · c5 donna del bianco · g5 alfiere del bianco · d4 pedone del bianco · e4 pedone del bianco · g4 alfiere del nero · c3 cavallo del bianco · f3 cavallo del bianco · a2 pedone del bianco · b2 pedone del bianco · f2 pedone del bianco · g2 pedone del bianco · h2 pedone del bianco · d1 torre del bianco · e1 re del bianco · f1 alfiere del bianco · h1 torre del bianco | a8 torre del nero · d8 donna del nero · f8 torre del nero · g8 re del nero · a7 pedone del nero · b7 pedone del nero · e7 pedone del nero · f7 pedone del nero · g7 alfiere del nero · h7 pedone del nero · b6 cavallo del nero · c6 pedone del nero · f6 cavallo del nero · g6 pedone del nero · c5 donna del bianco · g5 alfiere del bianco · d4 pedone del bianco · e4 pedone del bianco · g4 alfiere del nero · c3 cavallo del bianco · f3 cavallo del bianco · a2 pedone del bianco · b2 pedone del bianco · f2 pedone del bianco · g2 pedone del bianco · h2 pedone del bianco · d1 torre del bianco · e1 re del bianco · f1 alfiere del bianco · h1 torre del bianco | a8 torre del nero · d8 donna del nero · f8 torre del nero · g8 re del nero · a7 pedone del nero · b7 pedone del nero · e7 pedone del nero · f7 pedone del nero · g7 alfiere del nero · h7 pedone del nero · b6 cavallo del nero · c6 pedone del nero · f6 cavallo del nero · g6 pedone del nero · c5 donna del bianco · g5 alfiere del bianco · d4 pedone del bianco · e4 pedone del bianco · g4 alfiere del nero · c3 cavallo del bianco · f3 cavallo del bianco · a2 pedone del bianco · b2 pedone del bianco · f2 pedone del bianco · g2 pedone del bianco · h2 pedone del bianco · d1 torre del bianco · e1 re del bianco · f1 alfiere del bianco · h1 torre del bianco | a8 torre del nero · d8 donna del nero · f8 torre del nero · g8 re del nero · a7 pedone del nero · b7 pedone del nero · e7 pedone del nero · f7 pedone del nero · g7 alfiere del nero · h7 pedone del nero · b6 cavallo del nero · c6 pedone del nero · f6 cavallo del nero · g6 pedone del nero · c5 donna del bianco · g5 alfiere del bianco · d4 pedone del bianco · e4 pedone del bianco · g4 alfiere del nero · c3 cavallo del bianco · f3 cavallo del bianco · a2 pedone del bianco · b2 pedone del bianco · f2 pedone del bianco · g2 pedone del bianco · h2 pedone del bianco · d1 torre del bianco · e1 re del bianco · f1 alfiere del bianco · h1 torre del bianco | a8 torre del nero · d8 donna del nero · f8 torre del nero · g8 re del nero · a7 pedone del nero · b7 pedone del nero · e7 pedone del nero · f7 pedone del nero · g7 alfiere del nero · h7 pedone del nero · b6 cavallo del nero · c6 pedone del nero · f6 cavallo del nero · g6 pedone del nero · c5 donna del bianco · g5 alfiere del bianco · d4 pedone del bianco · e4 pedone del bianco · g4 alfiere del nero · c3 cavallo del bianco · f3 cavallo del bianco · a2 pedone del bianco · b2 pedone del bianco · f2 pedone del bianco · g2 pedone del bianco · h2 pedone del bianco · d1 torre del bianco · e1 re del bianco · f1 alfiere del bianco · h1 torre del bianco | a8 torre del nero · d8 donna del nero · f8 torre del nero · g8 re del nero · a7 pedone del nero · b7 pedone del nero · e7 pedone del nero · f7 pedone del nero · g7 alfiere del nero · h7 pedone del nero · b6 cavallo del nero · c6 pedone del nero · f6 cavallo del nero · g6 pedone del nero · c5 donna del bianco · g5 alfiere del bianco · d4 pedone del bianco · e4 pedone del bianco · g4 alfiere del nero · c3 cavallo del bianco · f3 cavallo del bianco · a2 pedone del bianco · b2 pedone del bianco · f2 pedone del bianco · g2 pedone del bianco · h2 pedone del bianco · d1 torre del bianco · e1 re del bianco · f1 alfiere del bianco · h1 torre del bianco | a8 torre del nero · d8 donna del nero · f8 torre del nero · g8 re del nero · a7 pedone del nero · b7 pedone del nero · e7 pedone del nero · f7 pedone del nero · g7 alfiere del nero · h7 pedone del nero · b6 cavallo del nero · c6 pedone del nero · f6 cavallo del nero · g6 pedone del nero · c5 donna del bianco · g5 alfiere del bianco · d4 pedone del bianco · e4 pedone del bianco · g4 alfiere del nero · c3 cavallo del bianco · f3 cavallo del bianco · a2 pedone del bianco · b2 pedone del bianco · f2 pedone del bianco · g2 pedone del bianco · h2 pedone del bianco · d1 torre del bianco · e1 re del bianco · f1 alfiere del bianco · h1 torre del bianco | a8 torre del nero · d8 donna del nero · f8 torre del nero · g8 re del nero · a7 pedone del nero · b7 pedone del nero · e7 pedone del nero · f7 pedone del nero · g7 alfiere del nero · h7 pedone del nero · b6 cavallo del nero · c6 pedone del nero · f6 cavallo del nero · g6 pedone del nero · c5 donna del bianco · g5 alfiere del bianco · d4 pedone del bianco · e4 pedone del bianco · g4 alfiere del nero · c3 cavallo del bianco · f3 cavallo del bianco · a2 pedone del bianco · b2 pedone del bianco · f2 pedone del bianco · g2 pedone del bianco · h2 pedone del bianco · d1 torre del bianco · e1 re del bianco · f1 alfiere del bianco · h1 torre del bianco | 3 |
| 2 | a8 torre del nero · d8 donna del nero · f8 torre del nero · g8 re del nero · a7 pedone del nero · b7 pedone del nero · e7 pedone del nero · f7 pedone del nero · g7 alfiere del nero · h7 pedone del nero · b6 cavallo del nero · c6 pedone del nero · f6 cavallo del nero · g6 pedone del nero · c5 donna del bianco · g5 alfiere del bianco · d4 pedone del bianco · e4 pedone del bianco · g4 alfiere del nero · c3 cavallo del bianco · f3 cavallo del bianco · a2 pedone del bianco · b2 pedone del bianco · f2 pedone del bianco · g2 pedone del bianco · h2 pedone del bianco · d1 torre del bianco · e1 re del bianco · f1 alfiere del bianco · h1 torre del bianco | a8 torre del nero · d8 donna del nero · f8 torre del nero · g8 re del nero · a7 pedone del nero · b7 pedone del nero · e7 pedone del nero · f7 pedone del nero · g7 alfiere del nero · h7 pedone del nero · b6 cavallo del nero · c6 pedone del nero · f6 cavallo del nero · g6 pedone del nero · c5 donna del bianco · g5 alfiere del bianco · d4 pedone del bianco · e4 pedone del bianco · g4 alfiere del nero · c3 cavallo del bianco · f3 cavallo del bianco · a2 pedone del bianco · b2 pedone del bianco · f2 pedone del bianco · g2 pedone del bianco · h2 pedone del bianco · d1 torre del bianco · e1 re del bianco · f1 alfiere del bianco · h1 torre del bianco | a8 torre del nero · d8 donna del nero · f8 torre del nero · g8 re del nero · a7 pedone del nero · b7 pedone del nero · e7 pedone del nero · f7 pedone del nero · g7 alfiere del nero · h7 pedone del nero · b6 cavallo del nero · c6 pedone del nero · f6 cavallo del nero · g6 pedone del nero · c5 donna del bianco · g5 alfiere del bianco · d4 pedone del bianco · e4 pedone del bianco · g4 alfiere del nero · c3 cavallo del bianco · f3 cavallo del bianco · a2 pedone del bianco · b2 pedone del bianco · f2 pedone del bianco · g2 pedone del bianco · h2 pedone del bianco · d1 torre del bianco · e1 re del bianco · f1 alfiere del bianco · h1 torre del bianco | a8 torre del nero · d8 donna del nero · f8 torre del nero · g8 re del nero · a7 pedone del nero · b7 pedone del nero · e7 pedone del nero · f7 pedone del nero · g7 alfiere del nero · h7 pedone del nero · b6 cavallo del nero · c6 pedone del nero · f6 cavallo del nero · g6 pedone del nero · c5 donna del bianco · g5 alfiere del bianco · d4 pedone del bianco · e4 pedone del bianco · g4 alfiere del nero · c3 cavallo del bianco · f3 cavallo del bianco · a2 pedone del bianco · b2 pedone del bianco · f2 pedone del bianco · g2 pedone del bianco · h2 pedone del bianco · d1 torre del bianco · e1 re del bianco · f1 alfiere del bianco · h1 torre del bianco | a8 torre del nero · d8 donna del nero · f8 torre del nero · g8 re del nero · a7 pedone del nero · b7 pedone del nero · e7 pedone del nero · f7 pedone del nero · g7 alfiere del nero · h7 pedone del nero · b6 cavallo del nero · c6 pedone del nero · f6 cavallo del nero · g6 pedone del nero · c5 donna del bianco · g5 alfiere del bianco · d4 pedone del bianco · e4 pedone del bianco · g4 alfiere del nero · c3 cavallo del bianco · f3 cavallo del bianco · a2 pedone del bianco · b2 pedone del bianco · f2 pedone del bianco · g2 pedone del bianco · h2 pedone del bianco · d1 torre del bianco · e1 re del bianco · f1 alfiere del bianco · h1 torre del bianco | a8 torre del nero · d8 donna del nero · f8 torre del nero · g8 re del nero · a7 pedone del nero · b7 pedone del nero · e7 pedone del nero · f7 pedone del nero · g7 alfiere del nero · h7 pedone del nero · b6 cavallo del nero · c6 pedone del nero · f6 cavallo del nero · g6 pedone del nero · c5 donna del bianco · g5 alfiere del bianco · d4 pedone del bianco · e4 pedone del bianco · g4 alfiere del nero · c3 cavallo del bianco · f3 cavallo del bianco · a2 pedone del bianco · b2 pedone del bianco · f2 pedone del bianco · g2 pedone del bianco · h2 pedone del bianco · d1 torre del bianco · e1 re del bianco · f1 alfiere del bianco · h1 torre del bianco | a8 torre del nero · d8 donna del nero · f8 torre del nero · g8 re del nero · a7 pedone del nero · b7 pedone del nero · e7 pedone del nero · f7 pedone del nero · g7 alfiere del nero · h7 pedone del nero · b6 cavallo del nero · c6 pedone del nero · f6 cavallo del nero · g6 pedone del nero · c5 donna del bianco · g5 alfiere del bianco · d4 pedone del bianco · e4 pedone del bianco · g4 alfiere del nero · c3 cavallo del bianco · f3 cavallo del bianco · a2 pedone del bianco · b2 pedone del bianco · f2 pedone del bianco · g2 pedone del bianco · h2 pedone del bianco · d1 torre del bianco · e1 re del bianco · f1 alfiere del bianco · h1 torre del bianco | a8 torre del nero · d8 donna del nero · f8 torre del nero · g8 re del nero · a7 pedone del nero · b7 pedone del nero · e7 pedone del nero · f7 pedone del nero · g7 alfiere del nero · h7 pedone del nero · b6 cavallo del nero · c6 pedone del nero · f6 cavallo del nero · g6 pedone del nero · c5 donna del bianco · g5 alfiere del bianco · d4 pedone del bianco · e4 pedone del bianco · g4 alfiere del nero · c3 cavallo del bianco · f3 cavallo del bianco · a2 pedone del bianco · b2 pedone del bianco · f2 pedone del bianco · g2 pedone del bianco · h2 pedone del bianco · d1 torre del bianco · e1 re del bianco · f1 alfiere del bianco · h1 torre del bianco | 2 |
| 1 | a8 torre del nero · d8 donna del nero · f8 torre del nero · g8 re del nero · a7 pedone del nero · b7 pedone del nero · e7 pedone del nero · f7 pedone del nero · g7 alfiere del nero · h7 pedone del nero · b6 cavallo del nero · c6 pedone del nero · f6 cavallo del nero · g6 pedone del nero · c5 donna del bianco · g5 alfiere del bianco · d4 pedone del bianco · e4 pedone del bianco · g4 alfiere del nero · c3 cavallo del bianco · f3 cavallo del bianco · a2 pedone del bianco · b2 pedone del bianco · f2 pedone del bianco · g2 pedone del bianco · h2 pedone del bianco · d1 torre del bianco · e1 re del bianco · f1 alfiere del bianco · h1 torre del bianco | a8 torre del nero · d8 donna del nero · f8 torre del nero · g8 re del nero · a7 pedone del nero · b7 pedone del nero · e7 pedone del nero · f7 pedone del nero · g7 alfiere del nero · h7 pedone del nero · b6 cavallo del nero · c6 pedone del nero · f6 cavallo del nero · g6 pedone del nero · c5 donna del bianco · g5 alfiere del bianco · d4 pedone del bianco · e4 pedone del bianco · g4 alfiere del nero · c3 cavallo del bianco · f3 cavallo del bianco · a2 pedone del bianco · b2 pedone del bianco · f2 pedone del bianco · g2 pedone del bianco · h2 pedone del bianco · d1 torre del bianco · e1 re del bianco · f1 alfiere del bianco · h1 torre del bianco | a8 torre del nero · d8 donna del nero · f8 torre del nero · g8 re del nero · a7 pedone del nero · b7 pedone del nero · e7 pedone del nero · f7 pedone del nero · g7 alfiere del nero · h7 pedone del nero · b6 cavallo del nero · c6 pedone del nero · f6 cavallo del nero · g6 pedone del nero · c5 donna del bianco · g5 alfiere del bianco · d4 pedone del bianco · e4 pedone del bianco · g4 alfiere del nero · c3 cavallo del bianco · f3 cavallo del bianco · a2 pedone del bianco · b2 pedone del bianco · f2 pedone del bianco · g2 pedone del bianco · h2 pedone del bianco · d1 torre del bianco · e1 re del bianco · f1 alfiere del bianco · h1 torre del bianco | a8 torre del nero · d8 donna del nero · f8 torre del nero · g8 re del nero · a7 pedone del nero · b7 pedone del nero · e7 pedone del nero · f7 pedone del nero · g7 alfiere del nero · h7 pedone del nero · b6 cavallo del nero · c6 pedone del nero · f6 cavallo del nero · g6 pedone del nero · c5 donna del bianco · g5 alfiere del bianco · d4 pedone del bianco · e4 pedone del bianco · g4 alfiere del nero · c3 cavallo del bianco · f3 cavallo del bianco · a2 pedone del bianco · b2 pedone del bianco · f2 pedone del bianco · g2 pedone del bianco · h2 pedone del bianco · d1 torre del bianco · e1 re del bianco · f1 alfiere del bianco · h1 torre del bianco | a8 torre del nero · d8 donna del nero · f8 torre del nero · g8 re del nero · a7 pedone del nero · b7 pedone del nero · e7 pedone del nero · f7 pedone del nero · g7 alfiere del nero · h7 pedone del nero · b6 cavallo del nero · c6 pedone del nero · f6 cavallo del nero · g6 pedone del nero · c5 donna del bianco · g5 alfiere del bianco · d4 pedone del bianco · e4 pedone del bianco · g4 alfiere del nero · c3 cavallo del bianco · f3 cavallo del bianco · a2 pedone del bianco · b2 pedone del bianco · f2 pedone del bianco · g2 pedone del bianco · h2 pedone del bianco · d1 torre del bianco · e1 re del bianco · f1 alfiere del bianco · h1 torre del bianco | a8 torre del nero · d8 donna del nero · f8 torre del nero · g8 re del nero · a7 pedone del nero · b7 pedone del nero · e7 pedone del nero · f7 pedone del nero · g7 alfiere del nero · h7 pedone del nero · b6 cavallo del nero · c6 pedone del nero · f6 cavallo del nero · g6 pedone del nero · c5 donna del bianco · g5 alfiere del bianco · d4 pedone del bianco · e4 pedone del bianco · g4 alfiere del nero · c3 cavallo del bianco · f3 cavallo del bianco · a2 pedone del bianco · b2 pedone del bianco · f2 pedone del bianco · g2 pedone del bianco · h2 pedone del bianco · d1 torre del bianco · e1 re del bianco · f1 alfiere del bianco · h1 torre del bianco | a8 torre del nero · d8 donna del nero · f8 torre del nero · g8 re del nero · a7 pedone del nero · b7 pedone del nero · e7 pedone del nero · f7 pedone del nero · g7 alfiere del nero · h7 pedone del nero · b6 cavallo del nero · c6 pedone del nero · f6 cavallo del nero · g6 pedone del nero · c5 donna del bianco · g5 alfiere del bianco · d4 pedone del bianco · e4 pedone del bianco · g4 alfiere del nero · c3 cavallo del bianco · f3 cavallo del bianco · a2 pedone del bianco · b2 pedone del bianco · f2 pedone del bianco · g2 pedone del bianco · h2 pedone del bianco · d1 torre del bianco · e1 re del bianco · f1 alfiere del bianco · h1 torre del bianco | a8 torre del nero · d8 donna del nero · f8 torre del nero · g8 re del nero · a7 pedone del nero · b7 pedone del nero · e7 pedone del nero · f7 pedone del nero · g7 alfiere del nero · h7 pedone del nero · b6 cavallo del nero · c6 pedone del nero · f6 cavallo del nero · g6 pedone del nero · c5 donna del bianco · g5 alfiere del bianco · d4 pedone del bianco · e4 pedone del bianco · g4 alfiere del nero · c3 cavallo del bianco · f3 cavallo del bianco · a2 pedone del bianco · b2 pedone del bianco · f2 pedone del bianco · g2 pedone del bianco · h2 pedone del bianco · d1 torre del bianco · e1 re del bianco · f1 alfiere del bianco · h1 torre del bianco | 1 |
|   | a | b | c | d | e | f | g | h |   |

Questa mossa è il preludio di una magnifica combinazione del giovane Fischer. Se Byrne avesse saputo che cosa stava preparando, avrebbe preferito giocare Ae2 e 0-0.
11. ... Ca4!! 12. Da3
Se 12. Cxa4, allora 12. ... Cxe4 13. Dc1 Da5+ 14. Cc3 Axf3, seguito da Cxg5. Vi è guadagno di pedone e la posizione del nero è migliore.
12. ... Cxc3 13. bxc3 Cxe4! 14. Axe7 Db6 15. Ac4 Cxc3! 16. Ac5
Il bianco vuole guadagnare un tempo, e mettere l'alfiere al sicuro.
16. ... Tfe8+ 17. Rf1  (diagramma)
|   | a | b | c | d | e | f | g | h |   |
| 8 | a8 torre del nero · e8 torre del nero · g8 re del nero · a7 pedone del nero · b7 pedone del nero · f7 pedone del nero · g7 alfiere del nero · h7 pedone del nero · b6 donna del nero · c6 pedone del nero · g6 pedone del nero · c5 alfiere del bianco · c4 alfiere del bianco · d4 pedone del bianco · g4 alfiere del nero · a3 donna del bianco · c3 cavallo del nero · f3 cavallo del bianco · a2 pedone del bianco · f2 pedone del bianco · g2 pedone del bianco · h2 pedone del bianco · d1 torre del bianco · f1 re del bianco · h1 torre del bianco | a8 torre del nero · e8 torre del nero · g8 re del nero · a7 pedone del nero · b7 pedone del nero · f7 pedone del nero · g7 alfiere del nero · h7 pedone del nero · b6 donna del nero · c6 pedone del nero · g6 pedone del nero · c5 alfiere del bianco · c4 alfiere del bianco · d4 pedone del bianco · g4 alfiere del nero · a3 donna del bianco · c3 cavallo del nero · f3 cavallo del bianco · a2 pedone del bianco · f2 pedone del bianco · g2 pedone del bianco · h2 pedone del bianco · d1 torre del bianco · f1 re del bianco · h1 torre del bianco | a8 torre del nero · e8 torre del nero · g8 re del nero · a7 pedone del nero · b7 pedone del nero · f7 pedone del nero · g7 alfiere del nero · h7 pedone del nero · b6 donna del nero · c6 pedone del nero · g6 pedone del nero · c5 alfiere del bianco · c4 alfiere del bianco · d4 pedone del bianco · g4 alfiere del nero · a3 donna del bianco · c3 cavallo del nero · f3 cavallo del bianco · a2 pedone del bianco · f2 pedone del bianco · g2 pedone del bianco · h2 pedone del bianco · d1 torre del bianco · f1 re del bianco · h1 torre del bianco | a8 torre del nero · e8 torre del nero · g8 re del nero · a7 pedone del nero · b7 pedone del nero · f7 pedone del nero · g7 alfiere del nero · h7 pedone del nero · b6 donna del nero · c6 pedone del nero · g6 pedone del nero · c5 alfiere del bianco · c4 alfiere del bianco · d4 pedone del bianco · g4 alfiere del nero · a3 donna del bianco · c3 cavallo del nero · f3 cavallo del bianco · a2 pedone del bianco · f2 pedone del bianco · g2 pedone del bianco · h2 pedone del bianco · d1 torre del bianco · f1 re del bianco · h1 torre del bianco | a8 torre del nero · e8 torre del nero · g8 re del nero · a7 pedone del nero · b7 pedone del nero · f7 pedone del nero · g7 alfiere del nero · h7 pedone del nero · b6 donna del nero · c6 pedone del nero · g6 pedone del nero · c5 alfiere del bianco · c4 alfiere del bianco · d4 pedone del bianco · g4 alfiere del nero · a3 donna del bianco · c3 cavallo del nero · f3 cavallo del bianco · a2 pedone del bianco · f2 pedone del bianco · g2 pedone del bianco · h2 pedone del bianco · d1 torre del bianco · f1 re del bianco · h1 torre del bianco | a8 torre del nero · e8 torre del nero · g8 re del nero · a7 pedone del nero · b7 pedone del nero · f7 pedone del nero · g7 alfiere del nero · h7 pedone del nero · b6 donna del nero · c6 pedone del nero · g6 pedone del nero · c5 alfiere del bianco · c4 alfiere del bianco · d4 pedone del bianco · g4 alfiere del nero · a3 donna del bianco · c3 cavallo del nero · f3 cavallo del bianco · a2 pedone del bianco · f2 pedone del bianco · g2 pedone del bianco · h2 pedone del bianco · d1 torre del bianco · f1 re del bianco · h1 torre del bianco | a8 torre del nero · e8 torre del nero · g8 re del nero · a7 pedone del nero · b7 pedone del nero · f7 pedone del nero · g7 alfiere del nero · h7 pedone del nero · b6 donna del nero · c6 pedone del nero · g6 pedone del nero · c5 alfiere del bianco · c4 alfiere del bianco · d4 pedone del bianco · g4 alfiere del nero · a3 donna del bianco · c3 cavallo del nero · f3 cavallo del bianco · a2 pedone del bianco · f2 pedone del bianco · g2 pedone del bianco · h2 pedone del bianco · d1 torre del bianco · f1 re del bianco · h1 torre del bianco | a8 torre del nero · e8 torre del nero · g8 re del nero · a7 pedone del nero · b7 pedone del nero · f7 pedone del nero · g7 alfiere del nero · h7 pedone del nero · b6 donna del nero · c6 pedone del nero · g6 pedone del nero · c5 alfiere del bianco · c4 alfiere del bianco · d4 pedone del bianco · g4 alfiere del nero · a3 donna del bianco · c3 cavallo del nero · f3 cavallo del bianco · a2 pedone del bianco · f2 pedone del bianco · g2 pedone del bianco · h2 pedone del bianco · d1 torre del bianco · f1 re del bianco · h1 torre del bianco | 8 |
| 7 | a8 torre del nero · e8 torre del nero · g8 re del nero · a7 pedone del nero · b7 pedone del nero · f7 pedone del nero · g7 alfiere del nero · h7 pedone del nero · b6 donna del nero · c6 pedone del nero · g6 pedone del nero · c5 alfiere del bianco · c4 alfiere del bianco · d4 pedone del bianco · g4 alfiere del nero · a3 donna del bianco · c3 cavallo del nero · f3 cavallo del bianco · a2 pedone del bianco · f2 pedone del bianco · g2 pedone del bianco · h2 pedone del bianco · d1 torre del bianco · f1 re del bianco · h1 torre del bianco | a8 torre del nero · e8 torre del nero · g8 re del nero · a7 pedone del nero · b7 pedone del nero · f7 pedone del nero · g7 alfiere del nero · h7 pedone del nero · b6 donna del nero · c6 pedone del nero · g6 pedone del nero · c5 alfiere del bianco · c4 alfiere del bianco · d4 pedone del bianco · g4 alfiere del nero · a3 donna del bianco · c3 cavallo del nero · f3 cavallo del bianco · a2 pedone del bianco · f2 pedone del bianco · g2 pedone del bianco · h2 pedone del bianco · d1 torre del bianco · f1 re del bianco · h1 torre del bianco | a8 torre del nero · e8 torre del nero · g8 re del nero · a7 pedone del nero · b7 pedone del nero · f7 pedone del nero · g7 alfiere del nero · h7 pedone del nero · b6 donna del nero · c6 pedone del nero · g6 pedone del nero · c5 alfiere del bianco · c4 alfiere del bianco · d4 pedone del bianco · g4 alfiere del nero · a3 donna del bianco · c3 cavallo del nero · f3 cavallo del bianco · a2 pedone del bianco · f2 pedone del bianco · g2 pedone del bianco · h2 pedone del bianco · d1 torre del bianco · f1 re del bianco · h1 torre del bianco | a8 torre del nero · e8 torre del nero · g8 re del nero · a7 pedone del nero · b7 pedone del nero · f7 pedone del nero · g7 alfiere del nero · h7 pedone del nero · b6 donna del nero · c6 pedone del nero · g6 pedone del nero · c5 alfiere del bianco · c4 alfiere del bianco · d4 pedone del bianco · g4 alfiere del nero · a3 donna del bianco · c3 cavallo del nero · f3 cavallo del bianco · a2 pedone del bianco · f2 pedone del bianco · g2 pedone del bianco · h2 pedone del bianco · d1 torre del bianco · f1 re del bianco · h1 torre del bianco | a8 torre del nero · e8 torre del nero · g8 re del nero · a7 pedone del nero · b7 pedone del nero · f7 pedone del nero · g7 alfiere del nero · h7 pedone del nero · b6 donna del nero · c6 pedone del nero · g6 pedone del nero · c5 alfiere del bianco · c4 alfiere del bianco · d4 pedone del bianco · g4 alfiere del nero · a3 donna del bianco · c3 cavallo del nero · f3 cavallo del bianco · a2 pedone del bianco · f2 pedone del bianco · g2 pedone del bianco · h2 pedone del bianco · d1 torre del bianco · f1 re del bianco · h1 torre del bianco | a8 torre del nero · e8 torre del nero · g8 re del nero · a7 pedone del nero · b7 pedone del nero · f7 pedone del nero · g7 alfiere del nero · h7 pedone del nero · b6 donna del nero · c6 pedone del nero · g6 pedone del nero · c5 alfiere del bianco · c4 alfiere del bianco · d4 pedone del bianco · g4 alfiere del nero · a3 donna del bianco · c3 cavallo del nero · f3 cavallo del bianco · a2 pedone del bianco · f2 pedone del bianco · g2 pedone del bianco · h2 pedone del bianco · d1 torre del bianco · f1 re del bianco · h1 torre del bianco | a8 torre del nero · e8 torre del nero · g8 re del nero · a7 pedone del nero · b7 pedone del nero · f7 pedone del nero · g7 alfiere del nero · h7 pedone del nero · b6 donna del nero · c6 pedone del nero · g6 pedone del nero · c5 alfiere del bianco · c4 alfiere del bianco · d4 pedone del bianco · g4 alfiere del nero · a3 donna del bianco · c3 cavallo del nero · f3 cavallo del bianco · a2 pedone del bianco · f2 pedone del bianco · g2 pedone del bianco · h2 pedone del bianco · d1 torre del bianco · f1 re del bianco · h1 torre del bianco | a8 torre del nero · e8 torre del nero · g8 re del nero · a7 pedone del nero · b7 pedone del nero · f7 pedone del nero · g7 alfiere del nero · h7 pedone del nero · b6 donna del nero · c6 pedone del nero · g6 pedone del nero · c5 alfiere del bianco · c4 alfiere del bianco · d4 pedone del bianco · g4 alfiere del nero · a3 donna del bianco · c3 cavallo del nero · f3 cavallo del bianco · a2 pedone del bianco · f2 pedone del bianco · g2 pedone del bianco · h2 pedone del bianco · d1 torre del bianco · f1 re del bianco · h1 torre del bianco | 7 |
| 6 | a8 torre del nero · e8 torre del nero · g8 re del nero · a7 pedone del nero · b7 pedone del nero · f7 pedone del nero · g7 alfiere del nero · h7 pedone del nero · b6 donna del nero · c6 pedone del nero · g6 pedone del nero · c5 alfiere del bianco · c4 alfiere del bianco · d4 pedone del bianco · g4 alfiere del nero · a3 donna del bianco · c3 cavallo del nero · f3 cavallo del bianco · a2 pedone del bianco · f2 pedone del bianco · g2 pedone del bianco · h2 pedone del bianco · d1 torre del bianco · f1 re del bianco · h1 torre del bianco | a8 torre del nero · e8 torre del nero · g8 re del nero · a7 pedone del nero · b7 pedone del nero · f7 pedone del nero · g7 alfiere del nero · h7 pedone del nero · b6 donna del nero · c6 pedone del nero · g6 pedone del nero · c5 alfiere del bianco · c4 alfiere del bianco · d4 pedone del bianco · g4 alfiere del nero · a3 donna del bianco · c3 cavallo del nero · f3 cavallo del bianco · a2 pedone del bianco · f2 pedone del bianco · g2 pedone del bianco · h2 pedone del bianco · d1 torre del bianco · f1 re del bianco · h1 torre del bianco | a8 torre del nero · e8 torre del nero · g8 re del nero · a7 pedone del nero · b7 pedone del nero · f7 pedone del nero · g7 alfiere del nero · h7 pedone del nero · b6 donna del nero · c6 pedone del nero · g6 pedone del nero · c5 alfiere del bianco · c4 alfiere del bianco · d4 pedone del bianco · g4 alfiere del nero · a3 donna del bianco · c3 cavallo del nero · f3 cavallo del bianco · a2 pedone del bianco · f2 pedone del bianco · g2 pedone del bianco · h2 pedone del bianco · d1 torre del bianco · f1 re del bianco · h1 torre del bianco | a8 torre del nero · e8 torre del nero · g8 re del nero · a7 pedone del nero · b7 pedone del nero · f7 pedone del nero · g7 alfiere del nero · h7 pedone del nero · b6 donna del nero · c6 pedone del nero · g6 pedone del nero · c5 alfiere del bianco · c4 alfiere del bianco · d4 pedone del bianco · g4 alfiere del nero · a3 donna del bianco · c3 cavallo del nero · f3 cavallo del bianco · a2 pedone del bianco · f2 pedone del bianco · g2 pedone del bianco · h2 pedone del bianco · d1 torre del bianco · f1 re del bianco · h1 torre del bianco | a8 torre del nero · e8 torre del nero · g8 re del nero · a7 pedone del nero · b7 pedone del nero · f7 pedone del nero · g7 alfiere del nero · h7 pedone del nero · b6 donna del nero · c6 pedone del nero · g6 pedone del nero · c5 alfiere del bianco · c4 alfiere del bianco · d4 pedone del bianco · g4 alfiere del nero · a3 donna del bianco · c3 cavallo del nero · f3 cavallo del bianco · a2 pedone del bianco · f2 pedone del bianco · g2 pedone del bianco · h2 pedone del bianco · d1 torre del bianco · f1 re del bianco · h1 torre del bianco | a8 torre del nero · e8 torre del nero · g8 re del nero · a7 pedone del nero · b7 pedone del nero · f7 pedone del nero · g7 alfiere del nero · h7 pedone del nero · b6 donna del nero · c6 pedone del nero · g6 pedone del nero · c5 alfiere del bianco · c4 alfiere del bianco · d4 pedone del bianco · g4 alfiere del nero · a3 donna del bianco · c3 cavallo del nero · f3 cavallo del bianco · a2 pedone del bianco · f2 pedone del bianco · g2 pedone del bianco · h2 pedone del bianco · d1 torre del bianco · f1 re del bianco · h1 torre del bianco | a8 torre del nero · e8 torre del nero · g8 re del nero · a7 pedone del nero · b7 pedone del nero · f7 pedone del nero · g7 alfiere del nero · h7 pedone del nero · b6 donna del nero · c6 pedone del nero · g6 pedone del nero · c5 alfiere del bianco · c4 alfiere del bianco · d4 pedone del bianco · g4 alfiere del nero · a3 donna del bianco · c3 cavallo del nero · f3 cavallo del bianco · a2 pedone del bianco · f2 pedone del bianco · g2 pedone del bianco · h2 pedone del bianco · d1 torre del bianco · f1 re del bianco · h1 torre del bianco | a8 torre del nero · e8 torre del nero · g8 re del nero · a7 pedone del nero · b7 pedone del nero · f7 pedone del nero · g7 alfiere del nero · h7 pedone del nero · b6 donna del nero · c6 pedone del nero · g6 pedone del nero · c5 alfiere del bianco · c4 alfiere del bianco · d4 pedone del bianco · g4 alfiere del nero · a3 donna del bianco · c3 cavallo del nero · f3 cavallo del bianco · a2 pedone del bianco · f2 pedone del bianco · g2 pedone del bianco · h2 pedone del bianco · d1 torre del bianco · f1 re del bianco · h1 torre del bianco | 6 |
| 5 | a8 torre del nero · e8 torre del nero · g8 re del nero · a7 pedone del nero · b7 pedone del nero · f7 pedone del nero · g7 alfiere del nero · h7 pedone del nero · b6 donna del nero · c6 pedone del nero · g6 pedone del nero · c5 alfiere del bianco · c4 alfiere del bianco · d4 pedone del bianco · g4 alfiere del nero · a3 donna del bianco · c3 cavallo del nero · f3 cavallo del bianco · a2 pedone del bianco · f2 pedone del bianco · g2 pedone del bianco · h2 pedone del bianco · d1 torre del bianco · f1 re del bianco · h1 torre del bianco | a8 torre del nero · e8 torre del nero · g8 re del nero · a7 pedone del nero · b7 pedone del nero · f7 pedone del nero · g7 alfiere del nero · h7 pedone del nero · b6 donna del nero · c6 pedone del nero · g6 pedone del nero · c5 alfiere del bianco · c4 alfiere del bianco · d4 pedone del bianco · g4 alfiere del nero · a3 donna del bianco · c3 cavallo del nero · f3 cavallo del bianco · a2 pedone del bianco · f2 pedone del bianco · g2 pedone del bianco · h2 pedone del bianco · d1 torre del bianco · f1 re del bianco · h1 torre del bianco | a8 torre del nero · e8 torre del nero · g8 re del nero · a7 pedone del nero · b7 pedone del nero · f7 pedone del nero · g7 alfiere del nero · h7 pedone del nero · b6 donna del nero · c6 pedone del nero · g6 pedone del nero · c5 alfiere del bianco · c4 alfiere del bianco · d4 pedone del bianco · g4 alfiere del nero · a3 donna del bianco · c3 cavallo del nero · f3 cavallo del bianco · a2 pedone del bianco · f2 pedone del bianco · g2 pedone del bianco · h2 pedone del bianco · d1 torre del bianco · f1 re del bianco · h1 torre del bianco | a8 torre del nero · e8 torre del nero · g8 re del nero · a7 pedone del nero · b7 pedone del nero · f7 pedone del nero · g7 alfiere del nero · h7 pedone del nero · b6 donna del nero · c6 pedone del nero · g6 pedone del nero · c5 alfiere del bianco · c4 alfiere del bianco · d4 pedone del bianco · g4 alfiere del nero · a3 donna del bianco · c3 cavallo del nero · f3 cavallo del bianco · a2 pedone del bianco · f2 pedone del bianco · g2 pedone del bianco · h2 pedone del bianco · d1 torre del bianco · f1 re del bianco · h1 torre del bianco | a8 torre del nero · e8 torre del nero · g8 re del nero · a7 pedone del nero · b7 pedone del nero · f7 pedone del nero · g7 alfiere del nero · h7 pedone del nero · b6 donna del nero · c6 pedone del nero · g6 pedone del nero · c5 alfiere del bianco · c4 alfiere del bianco · d4 pedone del bianco · g4 alfiere del nero · a3 donna del bianco · c3 cavallo del nero · f3 cavallo del bianco · a2 pedone del bianco · f2 pedone del bianco · g2 pedone del bianco · h2 pedone del bianco · d1 torre del bianco · f1 re del bianco · h1 torre del bianco | a8 torre del nero · e8 torre del nero · g8 re del nero · a7 pedone del nero · b7 pedone del nero · f7 pedone del nero · g7 alfiere del nero · h7 pedone del nero · b6 donna del nero · c6 pedone del nero · g6 pedone del nero · c5 alfiere del bianco · c4 alfiere del bianco · d4 pedone del bianco · g4 alfiere del nero · a3 donna del bianco · c3 cavallo del nero · f3 cavallo del bianco · a2 pedone del bianco · f2 pedone del bianco · g2 pedone del bianco · h2 pedone del bianco · d1 torre del bianco · f1 re del bianco · h1 torre del bianco | a8 torre del nero · e8 torre del nero · g8 re del nero · a7 pedone del nero · b7 pedone del nero · f7 pedone del nero · g7 alfiere del nero · h7 pedone del nero · b6 donna del nero · c6 pedone del nero · g6 pedone del nero · c5 alfiere del bianco · c4 alfiere del bianco · d4 pedone del bianco · g4 alfiere del nero · a3 donna del bianco · c3 cavallo del nero · f3 cavallo del bianco · a2 pedone del bianco · f2 pedone del bianco · g2 pedone del bianco · h2 pedone del bianco · d1 torre del bianco · f1 re del bianco · h1 torre del bianco | a8 torre del nero · e8 torre del nero · g8 re del nero · a7 pedone del nero · b7 pedone del nero · f7 pedone del nero · g7 alfiere del nero · h7 pedone del nero · b6 donna del nero · c6 pedone del nero · g6 pedone del nero · c5 alfiere del bianco · c4 alfiere del bianco · d4 pedone del bianco · g4 alfiere del nero · a3 donna del bianco · c3 cavallo del nero · f3 cavallo del bianco · a2 pedone del bianco · f2 pedone del bianco · g2 pedone del bianco · h2 pedone del bianco · d1 torre del bianco · f1 re del bianco · h1 torre del bianco | 5 |
| 4 | a8 torre del nero · e8 torre del nero · g8 re del nero · a7 pedone del nero · b7 pedone del nero · f7 pedone del nero · g7 alfiere del nero · h7 pedone del nero · b6 donna del nero · c6 pedone del nero · g6 pedone del nero · c5 alfiere del bianco · c4 alfiere del bianco · d4 pedone del bianco · g4 alfiere del nero · a3 donna del bianco · c3 cavallo del nero · f3 cavallo del bianco · a2 pedone del bianco · f2 pedone del bianco · g2 pedone del bianco · h2 pedone del bianco · d1 torre del bianco · f1 re del bianco · h1 torre del bianco | a8 torre del nero · e8 torre del nero · g8 re del nero · a7 pedone del nero · b7 pedone del nero · f7 pedone del nero · g7 alfiere del nero · h7 pedone del nero · b6 donna del nero · c6 pedone del nero · g6 pedone del nero · c5 alfiere del bianco · c4 alfiere del bianco · d4 pedone del bianco · g4 alfiere del nero · a3 donna del bianco · c3 cavallo del nero · f3 cavallo del bianco · a2 pedone del bianco · f2 pedone del bianco · g2 pedone del bianco · h2 pedone del bianco · d1 torre del bianco · f1 re del bianco · h1 torre del bianco | a8 torre del nero · e8 torre del nero · g8 re del nero · a7 pedone del nero · b7 pedone del nero · f7 pedone del nero · g7 alfiere del nero · h7 pedone del nero · b6 donna del nero · c6 pedone del nero · g6 pedone del nero · c5 alfiere del bianco · c4 alfiere del bianco · d4 pedone del bianco · g4 alfiere del nero · a3 donna del bianco · c3 cavallo del nero · f3 cavallo del bianco · a2 pedone del bianco · f2 pedone del bianco · g2 pedone del bianco · h2 pedone del bianco · d1 torre del bianco · f1 re del bianco · h1 torre del bianco | a8 torre del nero · e8 torre del nero · g8 re del nero · a7 pedone del nero · b7 pedone del nero · f7 pedone del nero · g7 alfiere del nero · h7 pedone del nero · b6 donna del nero · c6 pedone del nero · g6 pedone del nero · c5 alfiere del bianco · c4 alfiere del bianco · d4 pedone del bianco · g4 alfiere del nero · a3 donna del bianco · c3 cavallo del nero · f3 cavallo del bianco · a2 pedone del bianco · f2 pedone del bianco · g2 pedone del bianco · h2 pedone del bianco · d1 torre del bianco · f1 re del bianco · h1 torre del bianco | a8 torre del nero · e8 torre del nero · g8 re del nero · a7 pedone del nero · b7 pedone del nero · f7 pedone del nero · g7 alfiere del nero · h7 pedone del nero · b6 donna del nero · c6 pedone del nero · g6 pedone del nero · c5 alfiere del bianco · c4 alfiere del bianco · d4 pedone del bianco · g4 alfiere del nero · a3 donna del bianco · c3 cavallo del nero · f3 cavallo del bianco · a2 pedone del bianco · f2 pedone del bianco · g2 pedone del bianco · h2 pedone del bianco · d1 torre del bianco · f1 re del bianco · h1 torre del bianco | a8 torre del nero · e8 torre del nero · g8 re del nero · a7 pedone del nero · b7 pedone del nero · f7 pedone del nero · g7 alfiere del nero · h7 pedone del nero · b6 donna del nero · c6 pedone del nero · g6 pedone del nero · c5 alfiere del bianco · c4 alfiere del bianco · d4 pedone del bianco · g4 alfiere del nero · a3 donna del bianco · c3 cavallo del nero · f3 cavallo del bianco · a2 pedone del bianco · f2 pedone del bianco · g2 pedone del bianco · h2 pedone del bianco · d1 torre del bianco · f1 re del bianco · h1 torre del bianco | a8 torre del nero · e8 torre del nero · g8 re del nero · a7 pedone del nero · b7 pedone del nero · f7 pedone del nero · g7 alfiere del nero · h7 pedone del nero · b6 donna del nero · c6 pedone del nero · g6 pedone del nero · c5 alfiere del bianco · c4 alfiere del bianco · d4 pedone del bianco · g4 alfiere del nero · a3 donna del bianco · c3 cavallo del nero · f3 cavallo del bianco · a2 pedone del bianco · f2 pedone del bianco · g2 pedone del bianco · h2 pedone del bianco · d1 torre del bianco · f1 re del bianco · h1 torre del bianco | a8 torre del nero · e8 torre del nero · g8 re del nero · a7 pedone del nero · b7 pedone del nero · f7 pedone del nero · g7 alfiere del nero · h7 pedone del nero · b6 donna del nero · c6 pedone del nero · g6 pedone del nero · c5 alfiere del bianco · c4 alfiere del bianco · d4 pedone del bianco · g4 alfiere del nero · a3 donna del bianco · c3 cavallo del nero · f3 cavallo del bianco · a2 pedone del bianco · f2 pedone del bianco · g2 pedone del bianco · h2 pedone del bianco · d1 torre del bianco · f1 re del bianco · h1 torre del bianco | 4 |
| 3 | a8 torre del nero · e8 torre del nero · g8 re del nero · a7 pedone del nero · b7 pedone del nero · f7 pedone del nero · g7 alfiere del nero · h7 pedone del nero · b6 donna del nero · c6 pedone del nero · g6 pedone del nero · c5 alfiere del bianco · c4 alfiere del bianco · d4 pedone del bianco · g4 alfiere del nero · a3 donna del bianco · c3 cavallo del nero · f3 cavallo del bianco · a2 pedone del bianco · f2 pedone del bianco · g2 pedone del bianco · h2 pedone del bianco · d1 torre del bianco · f1 re del bianco · h1 torre del bianco | a8 torre del nero · e8 torre del nero · g8 re del nero · a7 pedone del nero · b7 pedone del nero · f7 pedone del nero · g7 alfiere del nero · h7 pedone del nero · b6 donna del nero · c6 pedone del nero · g6 pedone del nero · c5 alfiere del bianco · c4 alfiere del bianco · d4 pedone del bianco · g4 alfiere del nero · a3 donna del bianco · c3 cavallo del nero · f3 cavallo del bianco · a2 pedone del bianco · f2 pedone del bianco · g2 pedone del bianco · h2 pedone del bianco · d1 torre del bianco · f1 re del bianco · h1 torre del bianco | a8 torre del nero · e8 torre del nero · g8 re del nero · a7 pedone del nero · b7 pedone del nero · f7 pedone del nero · g7 alfiere del nero · h7 pedone del nero · b6 donna del nero · c6 pedone del nero · g6 pedone del nero · c5 alfiere del bianco · c4 alfiere del bianco · d4 pedone del bianco · g4 alfiere del nero · a3 donna del bianco · c3 cavallo del nero · f3 cavallo del bianco · a2 pedone del bianco · f2 pedone del bianco · g2 pedone del bianco · h2 pedone del bianco · d1 torre del bianco · f1 re del bianco · h1 torre del bianco | a8 torre del nero · e8 torre del nero · g8 re del nero · a7 pedone del nero · b7 pedone del nero · f7 pedone del nero · g7 alfiere del nero · h7 pedone del nero · b6 donna del nero · c6 pedone del nero · g6 pedone del nero · c5 alfiere del bianco · c4 alfiere del bianco · d4 pedone del bianco · g4 alfiere del nero · a3 donna del bianco · c3 cavallo del nero · f3 cavallo del bianco · a2 pedone del bianco · f2 pedone del bianco · g2 pedone del bianco · h2 pedone del bianco · d1 torre del bianco · f1 re del bianco · h1 torre del bianco | a8 torre del nero · e8 torre del nero · g8 re del nero · a7 pedone del nero · b7 pedone del nero · f7 pedone del nero · g7 alfiere del nero · h7 pedone del nero · b6 donna del nero · c6 pedone del nero · g6 pedone del nero · c5 alfiere del bianco · c4 alfiere del bianco · d4 pedone del bianco · g4 alfiere del nero · a3 donna del bianco · c3 cavallo del nero · f3 cavallo del bianco · a2 pedone del bianco · f2 pedone del bianco · g2 pedone del bianco · h2 pedone del bianco · d1 torre del bianco · f1 re del bianco · h1 torre del bianco | a8 torre del nero · e8 torre del nero · g8 re del nero · a7 pedone del nero · b7 pedone del nero · f7 pedone del nero · g7 alfiere del nero · h7 pedone del nero · b6 donna del nero · c6 pedone del nero · g6 pedone del nero · c5 alfiere del bianco · c4 alfiere del bianco · d4 pedone del bianco · g4 alfiere del nero · a3 donna del bianco · c3 cavallo del nero · f3 cavallo del bianco · a2 pedone del bianco · f2 pedone del bianco · g2 pedone del bianco · h2 pedone del bianco · d1 torre del bianco · f1 re del bianco · h1 torre del bianco | a8 torre del nero · e8 torre del nero · g8 re del nero · a7 pedone del nero · b7 pedone del nero · f7 pedone del nero · g7 alfiere del nero · h7 pedone del nero · b6 donna del nero · c6 pedone del nero · g6 pedone del nero · c5 alfiere del bianco · c4 alfiere del bianco · d4 pedone del bianco · g4 alfiere del nero · a3 donna del bianco · c3 cavallo del nero · f3 cavallo del bianco · a2 pedone del bianco · f2 pedone del bianco · g2 pedone del bianco · h2 pedone del bianco · d1 torre del bianco · f1 re del bianco · h1 torre del bianco | a8 torre del nero · e8 torre del nero · g8 re del nero · a7 pedone del nero · b7 pedone del nero · f7 pedone del nero · g7 alfiere del nero · h7 pedone del nero · b6 donna del nero · c6 pedone del nero · g6 pedone del nero · c5 alfiere del bianco · c4 alfiere del bianco · d4 pedone del bianco · g4 alfiere del nero · a3 donna del bianco · c3 cavallo del nero · f3 cavallo del bianco · a2 pedone del bianco · f2 pedone del bianco · g2 pedone del bianco · h2 pedone del bianco · d1 torre del bianco · f1 re del bianco · h1 torre del bianco | 3 |
| 2 | a8 torre del nero · e8 torre del nero · g8 re del nero · a7 pedone del nero · b7 pedone del nero · f7 pedone del nero · g7 alfiere del nero · h7 pedone del nero · b6 donna del nero · c6 pedone del nero · g6 pedone del nero · c5 alfiere del bianco · c4 alfiere del bianco · d4 pedone del bianco · g4 alfiere del nero · a3 donna del bianco · c3 cavallo del nero · f3 cavallo del bianco · a2 pedone del bianco · f2 pedone del bianco · g2 pedone del bianco · h2 pedone del bianco · d1 torre del bianco · f1 re del bianco · h1 torre del bianco | a8 torre del nero · e8 torre del nero · g8 re del nero · a7 pedone del nero · b7 pedone del nero · f7 pedone del nero · g7 alfiere del nero · h7 pedone del nero · b6 donna del nero · c6 pedone del nero · g6 pedone del nero · c5 alfiere del bianco · c4 alfiere del bianco · d4 pedone del bianco · g4 alfiere del nero · a3 donna del bianco · c3 cavallo del nero · f3 cavallo del bianco · a2 pedone del bianco · f2 pedone del bianco · g2 pedone del bianco · h2 pedone del bianco · d1 torre del bianco · f1 re del bianco · h1 torre del bianco | a8 torre del nero · e8 torre del nero · g8 re del nero · a7 pedone del nero · b7 pedone del nero · f7 pedone del nero · g7 alfiere del nero · h7 pedone del nero · b6 donna del nero · c6 pedone del nero · g6 pedone del nero · c5 alfiere del bianco · c4 alfiere del bianco · d4 pedone del bianco · g4 alfiere del nero · a3 donna del bianco · c3 cavallo del nero · f3 cavallo del bianco · a2 pedone del bianco · f2 pedone del bianco · g2 pedone del bianco · h2 pedone del bianco · d1 torre del bianco · f1 re del bianco · h1 torre del bianco | a8 torre del nero · e8 torre del nero · g8 re del nero · a7 pedone del nero · b7 pedone del nero · f7 pedone del nero · g7 alfiere del nero · h7 pedone del nero · b6 donna del nero · c6 pedone del nero · g6 pedone del nero · c5 alfiere del bianco · c4 alfiere del bianco · d4 pedone del bianco · g4 alfiere del nero · a3 donna del bianco · c3 cavallo del nero · f3 cavallo del bianco · a2 pedone del bianco · f2 pedone del bianco · g2 pedone del bianco · h2 pedone del bianco · d1 torre del bianco · f1 re del bianco · h1 torre del bianco | a8 torre del nero · e8 torre del nero · g8 re del nero · a7 pedone del nero · b7 pedone del nero · f7 pedone del nero · g7 alfiere del nero · h7 pedone del nero · b6 donna del nero · c6 pedone del nero · g6 pedone del nero · c5 alfiere del bianco · c4 alfiere del bianco · d4 pedone del bianco · g4 alfiere del nero · a3 donna del bianco · c3 cavallo del nero · f3 cavallo del bianco · a2 pedone del bianco · f2 pedone del bianco · g2 pedone del bianco · h2 pedone del bianco · d1 torre del bianco · f1 re del bianco · h1 torre del bianco | a8 torre del nero · e8 torre del nero · g8 re del nero · a7 pedone del nero · b7 pedone del nero · f7 pedone del nero · g7 alfiere del nero · h7 pedone del nero · b6 donna del nero · c6 pedone del nero · g6 pedone del nero · c5 alfiere del bianco · c4 alfiere del bianco · d4 pedone del bianco · g4 alfiere del nero · a3 donna del bianco · c3 cavallo del nero · f3 cavallo del bianco · a2 pedone del bianco · f2 pedone del bianco · g2 pedone del bianco · h2 pedone del bianco · d1 torre del bianco · f1 re del bianco · h1 torre del bianco | a8 torre del nero · e8 torre del nero · g8 re del nero · a7 pedone del nero · b7 pedone del nero · f7 pedone del nero · g7 alfiere del nero · h7 pedone del nero · b6 donna del nero · c6 pedone del nero · g6 pedone del nero · c5 alfiere del bianco · c4 alfiere del bianco · d4 pedone del bianco · g4 alfiere del nero · a3 donna del bianco · c3 cavallo del nero · f3 cavallo del bianco · a2 pedone del bianco · f2 pedone del bianco · g2 pedone del bianco · h2 pedone del bianco · d1 torre del bianco · f1 re del bianco · h1 torre del bianco | a8 torre del nero · e8 torre del nero · g8 re del nero · a7 pedone del nero · b7 pedone del nero · f7 pedone del nero · g7 alfiere del nero · h7 pedone del nero · b6 donna del nero · c6 pedone del nero · g6 pedone del nero · c5 alfiere del bianco · c4 alfiere del bianco · d4 pedone del bianco · g4 alfiere del nero · a3 donna del bianco · c3 cavallo del nero · f3 cavallo del bianco · a2 pedone del bianco · f2 pedone del bianco · g2 pedone del bianco · h2 pedone del bianco · d1 torre del bianco · f1 re del bianco · h1 torre del bianco | 2 |
| 1 | a8 torre del nero · e8 torre del nero · g8 re del nero · a7 pedone del nero · b7 pedone del nero · f7 pedone del nero · g7 alfiere del nero · h7 pedone del nero · b6 donna del nero · c6 pedone del nero · g6 pedone del nero · c5 alfiere del bianco · c4 alfiere del bianco · d4 pedone del bianco · g4 alfiere del nero · a3 donna del bianco · c3 cavallo del nero · f3 cavallo del bianco · a2 pedone del bianco · f2 pedone del bianco · g2 pedone del bianco · h2 pedone del bianco · d1 torre del bianco · f1 re del bianco · h1 torre del bianco | a8 torre del nero · e8 torre del nero · g8 re del nero · a7 pedone del nero · b7 pedone del nero · f7 pedone del nero · g7 alfiere del nero · h7 pedone del nero · b6 donna del nero · c6 pedone del nero · g6 pedone del nero · c5 alfiere del bianco · c4 alfiere del bianco · d4 pedone del bianco · g4 alfiere del nero · a3 donna del bianco · c3 cavallo del nero · f3 cavallo del bianco · a2 pedone del bianco · f2 pedone del bianco · g2 pedone del bianco · h2 pedone del bianco · d1 torre del bianco · f1 re del bianco · h1 torre del bianco | a8 torre del nero · e8 torre del nero · g8 re del nero · a7 pedone del nero · b7 pedone del nero · f7 pedone del nero · g7 alfiere del nero · h7 pedone del nero · b6 donna del nero · c6 pedone del nero · g6 pedone del nero · c5 alfiere del bianco · c4 alfiere del bianco · d4 pedone del bianco · g4 alfiere del nero · a3 donna del bianco · c3 cavallo del nero · f3 cavallo del bianco · a2 pedone del bianco · f2 pedone del bianco · g2 pedone del bianco · h2 pedone del bianco · d1 torre del bianco · f1 re del bianco · h1 torre del bianco | a8 torre del nero · e8 torre del nero · g8 re del nero · a7 pedone del nero · b7 pedone del nero · f7 pedone del nero · g7 alfiere del nero · h7 pedone del nero · b6 donna del nero · c6 pedone del nero · g6 pedone del nero · c5 alfiere del bianco · c4 alfiere del bianco · d4 pedone del bianco · g4 alfiere del nero · a3 donna del bianco · c3 cavallo del nero · f3 cavallo del bianco · a2 pedone del bianco · f2 pedone del bianco · g2 pedone del bianco · h2 pedone del bianco · d1 torre del bianco · f1 re del bianco · h1 torre del bianco | a8 torre del nero · e8 torre del nero · g8 re del nero · a7 pedone del nero · b7 pedone del nero · f7 pedone del nero · g7 alfiere del nero · h7 pedone del nero · b6 donna del nero · c6 pedone del nero · g6 pedone del nero · c5 alfiere del bianco · c4 alfiere del bianco · d4 pedone del bianco · g4 alfiere del nero · a3 donna del bianco · c3 cavallo del nero · f3 cavallo del bianco · a2 pedone del bianco · f2 pedone del bianco · g2 pedone del bianco · h2 pedone del bianco · d1 torre del bianco · f1 re del bianco · h1 torre del bianco | a8 torre del nero · e8 torre del nero · g8 re del nero · a7 pedone del nero · b7 pedone del nero · f7 pedone del nero · g7 alfiere del nero · h7 pedone del nero · b6 donna del nero · c6 pedone del nero · g6 pedone del nero · c5 alfiere del bianco · c4 alfiere del bianco · d4 pedone del bianco · g4 alfiere del nero · a3 donna del bianco · c3 cavallo del nero · f3 cavallo del bianco · a2 pedone del bianco · f2 pedone del bianco · g2 pedone del bianco · h2 pedone del bianco · d1 torre del bianco · f1 re del bianco · h1 torre del bianco | a8 torre del nero · e8 torre del nero · g8 re del nero · a7 pedone del nero · b7 pedone del nero · f7 pedone del nero · g7 alfiere del nero · h7 pedone del nero · b6 donna del nero · c6 pedone del nero · g6 pedone del nero · c5 alfiere del bianco · c4 alfiere del bianco · d4 pedone del bianco · g4 alfiere del nero · a3 donna del bianco · c3 cavallo del nero · f3 cavallo del bianco · a2 pedone del bianco · f2 pedone del bianco · g2 pedone del bianco · h2 pedone del bianco · d1 torre del bianco · f1 re del bianco · h1 torre del bianco | a8 torre del nero · e8 torre del nero · g8 re del nero · a7 pedone del nero · b7 pedone del nero · f7 pedone del nero · g7 alfiere del nero · h7 pedone del nero · b6 donna del nero · c6 pedone del nero · g6 pedone del nero · c5 alfiere del bianco · c4 alfiere del bianco · d4 pedone del bianco · g4 alfiere del nero · a3 donna del bianco · c3 cavallo del nero · f3 cavallo del bianco · a2 pedone del bianco · f2 pedone del bianco · g2 pedone del bianco · h2 pedone del bianco · d1 torre del bianco · f1 re del bianco · h1 torre del bianco | 1 |
|   | a | b | c | d | e | f | g | h |   |

Questa posizione nasconde un bel sacrificio di donna: il nero può scambiare la propria donna contro tre pezzi. Dopo tutte le catture, il nero sta molto meglio del suo avversario.
17. ... Ae6!! 18. Axb6 
Se 18. Axe6, allora 18. ... Db5+! 19. Rg1 Ce2+ 20. Rf1 Cg3+ 21. Rg1 Df1+! seguito dal matto affogato. Se 18. Dxc3, Dxc5.
18. ... Axc4+ 19. Rg1 Ce2+ 20. Rf1 Cxd4+ 21. Rg1
Si 21. Td3, allora 21. ... axb6 22. Dc3 Cxf3!, con minaccia, tra l'altro, di matto in e1 !
21. ... Ce2+ 22. Rf1 Cc3+ 23. Rg1 axb6 24. Db4 Ta4! 25 Dxb6 Cxd1
A questo punto, il bianco avrebbe dovuto abbandonare: il ritardo di sviluppo è troppo importante. In effetti, la donna non è in grado da sola di proteggere il re, e la torre resta chiusa nella posizione di partenza. Ma Byrne vuole mettere alla prova la tecnica di Fischer: è piuttosto raro finire una partita con la donna contro 3 pezzi avversari. Ma Fischer non chiede altro che dare una dimostrazione della sua bravura.
26. h3 Txa2 27. Rh2 Cxf2 28. Te1 Txe1 29. Dd8+ Af8 30. Cxe1 Ad5 
La donna bianca, parcheggiata sull'ultima traversa, è incapace di prestare soccorso al proprio re che si trova in balìa dei pezzi neri.
31. Cf3 Ce4 32. Db8 b5 33. h4 h5 34. Ce5 Rg7 35. Rg1 Ac5+ 36. Rf1 Cg3+ 37. Re1 Ab4+ 38. Rd1 Ab3+ 39. Rc1 Ce2+ 40. Rb1 Cc3+ 41. Rc1 Tc2++.
La posizione finale merita un diagramma.
|   | a | b | c | d | e | f | g | h |   |
| 8 | b8 donna del bianco · f7 pedone del nero · g7 re del nero · c6 pedone del nero · g6 pedone del nero · b5 pedone del nero · e5 cavallo del bianco · h5 pedone del nero · b4 alfiere del nero · h4 pedone del bianco · b3 alfiere del nero · c3 cavallo del nero · c2 torre del nero · g2 pedone del bianco · c1 re del bianco | b8 donna del bianco · f7 pedone del nero · g7 re del nero · c6 pedone del nero · g6 pedone del nero · b5 pedone del nero · e5 cavallo del bianco · h5 pedone del nero · b4 alfiere del nero · h4 pedone del bianco · b3 alfiere del nero · c3 cavallo del nero · c2 torre del nero · g2 pedone del bianco · c1 re del bianco | b8 donna del bianco · f7 pedone del nero · g7 re del nero · c6 pedone del nero · g6 pedone del nero · b5 pedone del nero · e5 cavallo del bianco · h5 pedone del nero · b4 alfiere del nero · h4 pedone del bianco · b3 alfiere del nero · c3 cavallo del nero · c2 torre del nero · g2 pedone del bianco · c1 re del bianco | b8 donna del bianco · f7 pedone del nero · g7 re del nero · c6 pedone del nero · g6 pedone del nero · b5 pedone del nero · e5 cavallo del bianco · h5 pedone del nero · b4 alfiere del nero · h4 pedone del bianco · b3 alfiere del nero · c3 cavallo del nero · c2 torre del nero · g2 pedone del bianco · c1 re del bianco | b8 donna del bianco · f7 pedone del nero · g7 re del nero · c6 pedone del nero · g6 pedone del nero · b5 pedone del nero · e5 cavallo del bianco · h5 pedone del nero · b4 alfiere del nero · h4 pedone del bianco · b3 alfiere del nero · c3 cavallo del nero · c2 torre del nero · g2 pedone del bianco · c1 re del bianco | b8 donna del bianco · f7 pedone del nero · g7 re del nero · c6 pedone del nero · g6 pedone del nero · b5 pedone del nero · e5 cavallo del bianco · h5 pedone del nero · b4 alfiere del nero · h4 pedone del bianco · b3 alfiere del nero · c3 cavallo del nero · c2 torre del nero · g2 pedone del bianco · c1 re del bianco | b8 donna del bianco · f7 pedone del nero · g7 re del nero · c6 pedone del nero · g6 pedone del nero · b5 pedone del nero · e5 cavallo del bianco · h5 pedone del nero · b4 alfiere del nero · h4 pedone del bianco · b3 alfiere del nero · c3 cavallo del nero · c2 torre del nero · g2 pedone del bianco · c1 re del bianco | b8 donna del bianco · f7 pedone del nero · g7 re del nero · c6 pedone del nero · g6 pedone del nero · b5 pedone del nero · e5 cavallo del bianco · h5 pedone del nero · b4 alfiere del nero · h4 pedone del bianco · b3 alfiere del nero · c3 cavallo del nero · c2 torre del nero · g2 pedone del bianco · c1 re del bianco | 8 |
| 7 | b8 donna del bianco · f7 pedone del nero · g7 re del nero · c6 pedone del nero · g6 pedone del nero · b5 pedone del nero · e5 cavallo del bianco · h5 pedone del nero · b4 alfiere del nero · h4 pedone del bianco · b3 alfiere del nero · c3 cavallo del nero · c2 torre del nero · g2 pedone del bianco · c1 re del bianco | b8 donna del bianco · f7 pedone del nero · g7 re del nero · c6 pedone del nero · g6 pedone del nero · b5 pedone del nero · e5 cavallo del bianco · h5 pedone del nero · b4 alfiere del nero · h4 pedone del bianco · b3 alfiere del nero · c3 cavallo del nero · c2 torre del nero · g2 pedone del bianco · c1 re del bianco | b8 donna del bianco · f7 pedone del nero · g7 re del nero · c6 pedone del nero · g6 pedone del nero · b5 pedone del nero · e5 cavallo del bianco · h5 pedone del nero · b4 alfiere del nero · h4 pedone del bianco · b3 alfiere del nero · c3 cavallo del nero · c2 torre del nero · g2 pedone del bianco · c1 re del bianco | b8 donna del bianco · f7 pedone del nero · g7 re del nero · c6 pedone del nero · g6 pedone del nero · b5 pedone del nero · e5 cavallo del bianco · h5 pedone del nero · b4 alfiere del nero · h4 pedone del bianco · b3 alfiere del nero · c3 cavallo del nero · c2 torre del nero · g2 pedone del bianco · c1 re del bianco | b8 donna del bianco · f7 pedone del nero · g7 re del nero · c6 pedone del nero · g6 pedone del nero · b5 pedone del nero · e5 cavallo del bianco · h5 pedone del nero · b4 alfiere del nero · h4 pedone del bianco · b3 alfiere del nero · c3 cavallo del nero · c2 torre del nero · g2 pedone del bianco · c1 re del bianco | b8 donna del bianco · f7 pedone del nero · g7 re del nero · c6 pedone del nero · g6 pedone del nero · b5 pedone del nero · e5 cavallo del bianco · h5 pedone del nero · b4 alfiere del nero · h4 pedone del bianco · b3 alfiere del nero · c3 cavallo del nero · c2 torre del nero · g2 pedone del bianco · c1 re del bianco | b8 donna del bianco · f7 pedone del nero · g7 re del nero · c6 pedone del nero · g6 pedone del nero · b5 pedone del nero · e5 cavallo del bianco · h5 pedone del nero · b4 alfiere del nero · h4 pedone del bianco · b3 alfiere del nero · c3 cavallo del nero · c2 torre del nero · g2 pedone del bianco · c1 re del bianco | b8 donna del bianco · f7 pedone del nero · g7 re del nero · c6 pedone del nero · g6 pedone del nero · b5 pedone del nero · e5 cavallo del bianco · h5 pedone del nero · b4 alfiere del nero · h4 pedone del bianco · b3 alfiere del nero · c3 cavallo del nero · c2 torre del nero · g2 pedone del bianco · c1 re del bianco | 7 |
| 6 | b8 donna del bianco · f7 pedone del nero · g7 re del nero · c6 pedone del nero · g6 pedone del nero · b5 pedone del nero · e5 cavallo del bianco · h5 pedone del nero · b4 alfiere del nero · h4 pedone del bianco · b3 alfiere del nero · c3 cavallo del nero · c2 torre del nero · g2 pedone del bianco · c1 re del bianco | b8 donna del bianco · f7 pedone del nero · g7 re del nero · c6 pedone del nero · g6 pedone del nero · b5 pedone del nero · e5 cavallo del bianco · h5 pedone del nero · b4 alfiere del nero · h4 pedone del bianco · b3 alfiere del nero · c3 cavallo del nero · c2 torre del nero · g2 pedone del bianco · c1 re del bianco | b8 donna del bianco · f7 pedone del nero · g7 re del nero · c6 pedone del nero · g6 pedone del nero · b5 pedone del nero · e5 cavallo del bianco · h5 pedone del nero · b4 alfiere del nero · h4 pedone del bianco · b3 alfiere del nero · c3 cavallo del nero · c2 torre del nero · g2 pedone del bianco · c1 re del bianco | b8 donna del bianco · f7 pedone del nero · g7 re del nero · c6 pedone del nero · g6 pedone del nero · b5 pedone del nero · e5 cavallo del bianco · h5 pedone del nero · b4 alfiere del nero · h4 pedone del bianco · b3 alfiere del nero · c3 cavallo del nero · c2 torre del nero · g2 pedone del bianco · c1 re del bianco | b8 donna del bianco · f7 pedone del nero · g7 re del nero · c6 pedone del nero · g6 pedone del nero · b5 pedone del nero · e5 cavallo del bianco · h5 pedone del nero · b4 alfiere del nero · h4 pedone del bianco · b3 alfiere del nero · c3 cavallo del nero · c2 torre del nero · g2 pedone del bianco · c1 re del bianco | b8 donna del bianco · f7 pedone del nero · g7 re del nero · c6 pedone del nero · g6 pedone del nero · b5 pedone del nero · e5 cavallo del bianco · h5 pedone del nero · b4 alfiere del nero · h4 pedone del bianco · b3 alfiere del nero · c3 cavallo del nero · c2 torre del nero · g2 pedone del bianco · c1 re del bianco | b8 donna del bianco · f7 pedone del nero · g7 re del nero · c6 pedone del nero · g6 pedone del nero · b5 pedone del nero · e5 cavallo del bianco · h5 pedone del nero · b4 alfiere del nero · h4 pedone del bianco · b3 alfiere del nero · c3 cavallo del nero · c2 torre del nero · g2 pedone del bianco · c1 re del bianco | b8 donna del bianco · f7 pedone del nero · g7 re del nero · c6 pedone del nero · g6 pedone del nero · b5 pedone del nero · e5 cavallo del bianco · h5 pedone del nero · b4 alfiere del nero · h4 pedone del bianco · b3 alfiere del nero · c3 cavallo del nero · c2 torre del nero · g2 pedone del bianco · c1 re del bianco | 6 |
| 5 | b8 donna del bianco · f7 pedone del nero · g7 re del nero · c6 pedone del nero · g6 pedone del nero · b5 pedone del nero · e5 cavallo del bianco · h5 pedone del nero · b4 alfiere del nero · h4 pedone del bianco · b3 alfiere del nero · c3 cavallo del nero · c2 torre del nero · g2 pedone del bianco · c1 re del bianco | b8 donna del bianco · f7 pedone del nero · g7 re del nero · c6 pedone del nero · g6 pedone del nero · b5 pedone del nero · e5 cavallo del bianco · h5 pedone del nero · b4 alfiere del nero · h4 pedone del bianco · b3 alfiere del nero · c3 cavallo del nero · c2 torre del nero · g2 pedone del bianco · c1 re del bianco | b8 donna del bianco · f7 pedone del nero · g7 re del nero · c6 pedone del nero · g6 pedone del nero · b5 pedone del nero · e5 cavallo del bianco · h5 pedone del nero · b4 alfiere del nero · h4 pedone del bianco · b3 alfiere del nero · c3 cavallo del nero · c2 torre del nero · g2 pedone del bianco · c1 re del bianco | b8 donna del bianco · f7 pedone del nero · g7 re del nero · c6 pedone del nero · g6 pedone del nero · b5 pedone del nero · e5 cavallo del bianco · h5 pedone del nero · b4 alfiere del nero · h4 pedone del bianco · b3 alfiere del nero · c3 cavallo del nero · c2 torre del nero · g2 pedone del bianco · c1 re del bianco | b8 donna del bianco · f7 pedone del nero · g7 re del nero · c6 pedone del nero · g6 pedone del nero · b5 pedone del nero · e5 cavallo del bianco · h5 pedone del nero · b4 alfiere del nero · h4 pedone del bianco · b3 alfiere del nero · c3 cavallo del nero · c2 torre del nero · g2 pedone del bianco · c1 re del bianco | b8 donna del bianco · f7 pedone del nero · g7 re del nero · c6 pedone del nero · g6 pedone del nero · b5 pedone del nero · e5 cavallo del bianco · h5 pedone del nero · b4 alfiere del nero · h4 pedone del bianco · b3 alfiere del nero · c3 cavallo del nero · c2 torre del nero · g2 pedone del bianco · c1 re del bianco | b8 donna del bianco · f7 pedone del nero · g7 re del nero · c6 pedone del nero · g6 pedone del nero · b5 pedone del nero · e5 cavallo del bianco · h5 pedone del nero · b4 alfiere del nero · h4 pedone del bianco · b3 alfiere del nero · c3 cavallo del nero · c2 torre del nero · g2 pedone del bianco · c1 re del bianco | b8 donna del bianco · f7 pedone del nero · g7 re del nero · c6 pedone del nero · g6 pedone del nero · b5 pedone del nero · e5 cavallo del bianco · h5 pedone del nero · b4 alfiere del nero · h4 pedone del bianco · b3 alfiere del nero · c3 cavallo del nero · c2 torre del nero · g2 pedone del bianco · c1 re del bianco | 5 |
| 4 | b8 donna del bianco · f7 pedone del nero · g7 re del nero · c6 pedone del nero · g6 pedone del nero · b5 pedone del nero · e5 cavallo del bianco · h5 pedone del nero · b4 alfiere del nero · h4 pedone del bianco · b3 alfiere del nero · c3 cavallo del nero · c2 torre del nero · g2 pedone del bianco · c1 re del bianco | b8 donna del bianco · f7 pedone del nero · g7 re del nero · c6 pedone del nero · g6 pedone del nero · b5 pedone del nero · e5 cavallo del bianco · h5 pedone del nero · b4 alfiere del nero · h4 pedone del bianco · b3 alfiere del nero · c3 cavallo del nero · c2 torre del nero · g2 pedone del bianco · c1 re del bianco | b8 donna del bianco · f7 pedone del nero · g7 re del nero · c6 pedone del nero · g6 pedone del nero · b5 pedone del nero · e5 cavallo del bianco · h5 pedone del nero · b4 alfiere del nero · h4 pedone del bianco · b3 alfiere del nero · c3 cavallo del nero · c2 torre del nero · g2 pedone del bianco · c1 re del bianco | b8 donna del bianco · f7 pedone del nero · g7 re del nero · c6 pedone del nero · g6 pedone del nero · b5 pedone del nero · e5 cavallo del bianco · h5 pedone del nero · b4 alfiere del nero · h4 pedone del bianco · b3 alfiere del nero · c3 cavallo del nero · c2 torre del nero · g2 pedone del bianco · c1 re del bianco | b8 donna del bianco · f7 pedone del nero · g7 re del nero · c6 pedone del nero · g6 pedone del nero · b5 pedone del nero · e5 cavallo del bianco · h5 pedone del nero · b4 alfiere del nero · h4 pedone del bianco · b3 alfiere del nero · c3 cavallo del nero · c2 torre del nero · g2 pedone del bianco · c1 re del bianco | b8 donna del bianco · f7 pedone del nero · g7 re del nero · c6 pedone del nero · g6 pedone del nero · b5 pedone del nero · e5 cavallo del bianco · h5 pedone del nero · b4 alfiere del nero · h4 pedone del bianco · b3 alfiere del nero · c3 cavallo del nero · c2 torre del nero · g2 pedone del bianco · c1 re del bianco | b8 donna del bianco · f7 pedone del nero · g7 re del nero · c6 pedone del nero · g6 pedone del nero · b5 pedone del nero · e5 cavallo del bianco · h5 pedone del nero · b4 alfiere del nero · h4 pedone del bianco · b3 alfiere del nero · c3 cavallo del nero · c2 torre del nero · g2 pedone del bianco · c1 re del bianco | b8 donna del bianco · f7 pedone del nero · g7 re del nero · c6 pedone del nero · g6 pedone del nero · b5 pedone del nero · e5 cavallo del bianco · h5 pedone del nero · b4 alfiere del nero · h4 pedone del bianco · b3 alfiere del nero · c3 cavallo del nero · c2 torre del nero · g2 pedone del bianco · c1 re del bianco | 4 |
| 3 | b8 donna del bianco · f7 pedone del nero · g7 re del nero · c6 pedone del nero · g6 pedone del nero · b5 pedone del nero · e5 cavallo del bianco · h5 pedone del nero · b4 alfiere del nero · h4 pedone del bianco · b3 alfiere del nero · c3 cavallo del nero · c2 torre del nero · g2 pedone del bianco · c1 re del bianco | b8 donna del bianco · f7 pedone del nero · g7 re del nero · c6 pedone del nero · g6 pedone del nero · b5 pedone del nero · e5 cavallo del bianco · h5 pedone del nero · b4 alfiere del nero · h4 pedone del bianco · b3 alfiere del nero · c3 cavallo del nero · c2 torre del nero · g2 pedone del bianco · c1 re del bianco | b8 donna del bianco · f7 pedone del nero · g7 re del nero · c6 pedone del nero · g6 pedone del nero · b5 pedone del nero · e5 cavallo del bianco · h5 pedone del nero · b4 alfiere del nero · h4 pedone del bianco · b3 alfiere del nero · c3 cavallo del nero · c2 torre del nero · g2 pedone del bianco · c1 re del bianco | b8 donna del bianco · f7 pedone del nero · g7 re del nero · c6 pedone del nero · g6 pedone del nero · b5 pedone del nero · e5 cavallo del bianco · h5 pedone del nero · b4 alfiere del nero · h4 pedone del bianco · b3 alfiere del nero · c3 cavallo del nero · c2 torre del nero · g2 pedone del bianco · c1 re del bianco | b8 donna del bianco · f7 pedone del nero · g7 re del nero · c6 pedone del nero · g6 pedone del nero · b5 pedone del nero · e5 cavallo del bianco · h5 pedone del nero · b4 alfiere del nero · h4 pedone del bianco · b3 alfiere del nero · c3 cavallo del nero · c2 torre del nero · g2 pedone del bianco · c1 re del bianco | b8 donna del bianco · f7 pedone del nero · g7 re del nero · c6 pedone del nero · g6 pedone del nero · b5 pedone del nero · e5 cavallo del bianco · h5 pedone del nero · b4 alfiere del nero · h4 pedone del bianco · b3 alfiere del nero · c3 cavallo del nero · c2 torre del nero · g2 pedone del bianco · c1 re del bianco | b8 donna del bianco · f7 pedone del nero · g7 re del nero · c6 pedone del nero · g6 pedone del nero · b5 pedone del nero · e5 cavallo del bianco · h5 pedone del nero · b4 alfiere del nero · h4 pedone del bianco · b3 alfiere del nero · c3 cavallo del nero · c2 torre del nero · g2 pedone del bianco · c1 re del bianco | b8 donna del bianco · f7 pedone del nero · g7 re del nero · c6 pedone del nero · g6 pedone del nero · b5 pedone del nero · e5 cavallo del bianco · h5 pedone del nero · b4 alfiere del nero · h4 pedone del bianco · b3 alfiere del nero · c3 cavallo del nero · c2 torre del nero · g2 pedone del bianco · c1 re del bianco | 3 |
| 2 | b8 donna del bianco · f7 pedone del nero · g7 re del nero · c6 pedone del nero · g6 pedone del nero · b5 pedone del nero · e5 cavallo del bianco · h5 pedone del nero · b4 alfiere del nero · h4 pedone del bianco · b3 alfiere del nero · c3 cavallo del nero · c2 torre del nero · g2 pedone del bianco · c1 re del bianco | b8 donna del bianco · f7 pedone del nero · g7 re del nero · c6 pedone del nero · g6 pedone del nero · b5 pedone del nero · e5 cavallo del bianco · h5 pedone del nero · b4 alfiere del nero · h4 pedone del bianco · b3 alfiere del nero · c3 cavallo del nero · c2 torre del nero · g2 pedone del bianco · c1 re del bianco | b8 donna del bianco · f7 pedone del nero · g7 re del nero · c6 pedone del nero · g6 pedone del nero · b5 pedone del nero · e5 cavallo del bianco · h5 pedone del nero · b4 alfiere del nero · h4 pedone del bianco · b3 alfiere del nero · c3 cavallo del nero · c2 torre del nero · g2 pedone del bianco · c1 re del bianco | b8 donna del bianco · f7 pedone del nero · g7 re del nero · c6 pedone del nero · g6 pedone del nero · b5 pedone del nero · e5 cavallo del bianco · h5 pedone del nero · b4 alfiere del nero · h4 pedone del bianco · b3 alfiere del nero · c3 cavallo del nero · c2 torre del nero · g2 pedone del bianco · c1 re del bianco | b8 donna del bianco · f7 pedone del nero · g7 re del nero · c6 pedone del nero · g6 pedone del nero · b5 pedone del nero · e5 cavallo del bianco · h5 pedone del nero · b4 alfiere del nero · h4 pedone del bianco · b3 alfiere del nero · c3 cavallo del nero · c2 torre del nero · g2 pedone del bianco · c1 re del bianco | b8 donna del bianco · f7 pedone del nero · g7 re del nero · c6 pedone del nero · g6 pedone del nero · b5 pedone del nero · e5 cavallo del bianco · h5 pedone del nero · b4 alfiere del nero · h4 pedone del bianco · b3 alfiere del nero · c3 cavallo del nero · c2 torre del nero · g2 pedone del bianco · c1 re del bianco | b8 donna del bianco · f7 pedone del nero · g7 re del nero · c6 pedone del nero · g6 pedone del nero · b5 pedone del nero · e5 cavallo del bianco · h5 pedone del nero · b4 alfiere del nero · h4 pedone del bianco · b3 alfiere del nero · c3 cavallo del nero · c2 torre del nero · g2 pedone del bianco · c1 re del bianco | b8 donna del bianco · f7 pedone del nero · g7 re del nero · c6 pedone del nero · g6 pedone del nero · b5 pedone del nero · e5 cavallo del bianco · h5 pedone del nero · b4 alfiere del nero · h4 pedone del bianco · b3 alfiere del nero · c3 cavallo del nero · c2 torre del nero · g2 pedone del bianco · c1 re del bianco | 2 |
| 1 | b8 donna del bianco · f7 pedone del nero · g7 re del nero · c6 pedone del nero · g6 pedone del nero · b5 pedone del nero · e5 cavallo del bianco · h5 pedone del nero · b4 alfiere del nero · h4 pedone del bianco · b3 alfiere del nero · c3 cavallo del nero · c2 torre del nero · g2 pedone del bianco · c1 re del bianco | b8 donna del bianco · f7 pedone del nero · g7 re del nero · c6 pedone del nero · g6 pedone del nero · b5 pedone del nero · e5 cavallo del bianco · h5 pedone del nero · b4 alfiere del nero · h4 pedone del bianco · b3 alfiere del nero · c3 cavallo del nero · c2 torre del nero · g2 pedone del bianco · c1 re del bianco | b8 donna del bianco · f7 pedone del nero · g7 re del nero · c6 pedone del nero · g6 pedone del nero · b5 pedone del nero · e5 cavallo del bianco · h5 pedone del nero · b4 alfiere del nero · h4 pedone del bianco · b3 alfiere del nero · c3 cavallo del nero · c2 torre del nero · g2 pedone del bianco · c1 re del bianco | b8 donna del bianco · f7 pedone del nero · g7 re del nero · c6 pedone del nero · g6 pedone del nero · b5 pedone del nero · e5 cavallo del bianco · h5 pedone del nero · b4 alfiere del nero · h4 pedone del bianco · b3 alfiere del nero · c3 cavallo del nero · c2 torre del nero · g2 pedone del bianco · c1 re del bianco | b8 donna del bianco · f7 pedone del nero · g7 re del nero · c6 pedone del nero · g6 pedone del nero · b5 pedone del nero · e5 cavallo del bianco · h5 pedone del nero · b4 alfiere del nero · h4 pedone del bianco · b3 alfiere del nero · c3 cavallo del nero · c2 torre del nero · g2 pedone del bianco · c1 re del bianco | b8 donna del bianco · f7 pedone del nero · g7 re del nero · c6 pedone del nero · g6 pedone del nero · b5 pedone del nero · e5 cavallo del bianco · h5 pedone del nero · b4 alfiere del nero · h4 pedone del bianco · b3 alfiere del nero · c3 cavallo del nero · c2 torre del nero · g2 pedone del bianco · c1 re del bianco | b8 donna del bianco · f7 pedone del nero · g7 re del nero · c6 pedone del nero · g6 pedone del nero · b5 pedone del nero · e5 cavallo del bianco · h5 pedone del nero · b4 alfiere del nero · h4 pedone del bianco · b3 alfiere del nero · c3 cavallo del nero · c2 torre del nero · g2 pedone del bianco · c1 re del bianco | b8 donna del bianco · f7 pedone del nero · g7 re del nero · c6 pedone del nero · g6 pedone del nero · b5 pedone del nero · e5 cavallo del bianco · h5 pedone del nero · b4 alfiere del nero · h4 pedone del bianco · b3 alfiere del nero · c3 cavallo del nero · c2 torre del nero · g2 pedone del bianco · c1 re del bianco | 1 |
|   | a | b | c | d | e | f | g | h |   |

Rispondendo ad un intervistatore sul modo in cui riuscì a vincere in modo talmente brillante, Fischer dichiarò : "Ho solo giocato le mosse che ritenevo migliori. Sono stato fortunato!".